# Littérature autrichienne
Pour des articles plus généraux, voir Littérature de langue allemande et Histoire de l'Autriche.
 (avril 2015).
Si vous disposez d'ouvrages ou d'articles de référence ou si vous connaissez des sites web de qualité traitant du thème abordé ici, merci de compléter l'article en donnant les références utiles à sa vérifiabilité et en les liant à la section « Notes et références ».
La littérature autrichienne désigne la production d'auteurs nés dans l'empire d'Autriche, dans l'Autriche-Hongrie, dans l'éphémère République d'Autriche allemande ou dans l'actuelle République d'Autriche. Comme l'extension géographique, culturelle, ethnique et linguistique du pays a été bouleversée, que la nature de sa relation politique et culturelle à l'Allemagne a fait l'objet de nombreux et douloureux débats et qu'en raison des vicissitudes politiques, beaucoup d'auteurs ont émigré hors des frontières du pays, une définition purement géographique reste problématique.
L'article traite principalement de littérature germanophone, évoquant d'autres pistes annexes.

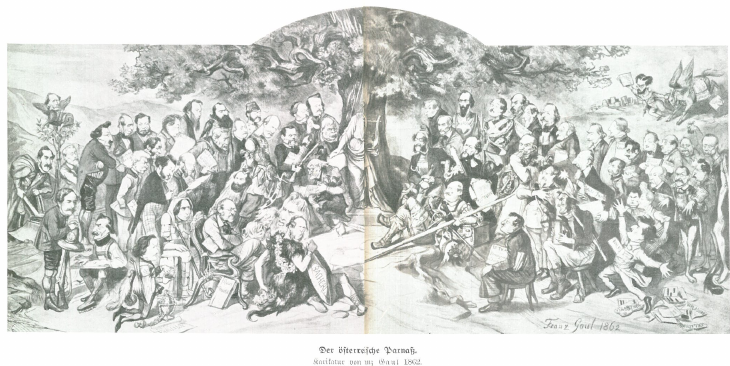
Franz Gaul : Le Parnasse autrichien (1862).

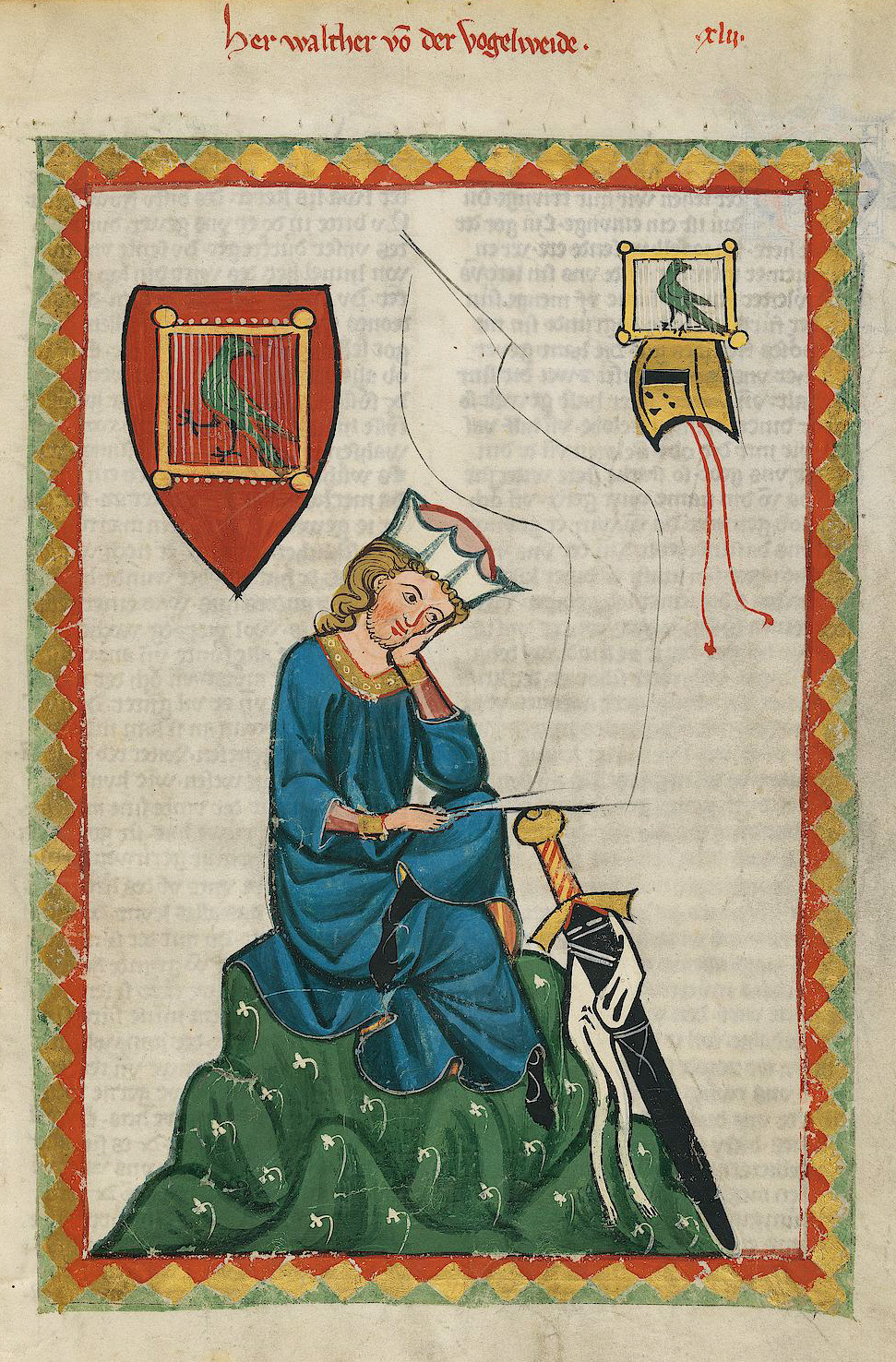
Walther von der Vogelweide (Codex Manesse, vers 1300).

## Jusqu'en 1700

### Des origines jusqu'au début du bas Moyen Âge (env. 750-1170)
Au Moyen Âge, la poésie était véhiculée presque exclusivement de façon orale. Très peu de fragments de cette époque nous sont parvenus. Les textes préservés sont principalement à caractère religieux, puisque la copie de textes se faisait généralement dans les monastères. Pourtant, il y avait déjà à cette époque une littérature séculaire, comme des écrits historiques ou pseudo-historiques (chansons héroïques, louanges des héros du passé, etc.) ou des textes folkloriques (chansons à danser, lamentations, etc.). Un exemple de chanson héroïque en langue germanique est le Hildebrandslied.
À l'époque carolingienne apparaissent les premiers textes en langue « allemande ». Il s'agissait principalement de traductions de textes latins, principalement sur des sujets religieux chrétiens catholiques.
Les textes les plus anciens connus sont les Wiener Hundesege (Bénédictions canines viennoises - fin du IXe siècle ou début du Xe siècle), la Millstätter Genesi (La Genèse de Millstatt - env. 1200). La plupart des auteurs sont inconnus, sauf quelques exceptions :
- Ava de Göttweig (née vers 1060, morte le 7 février 1127), poétesse ecclésiastique.
- Der von Kürenberg (de) (mi-XIIe siècle) de la région de Linz
- Dietmar von Aist (de) (1115c-1171c), troubadour du XIIe siècle
- Heinrich von Melk (seconde moitié du XIIe siècle), auteur d'œuvres satiriques au XIIe siècle dans la région de Melk.

### Bas Moyen Âge et Moyen Âge tardif (1170–1500)

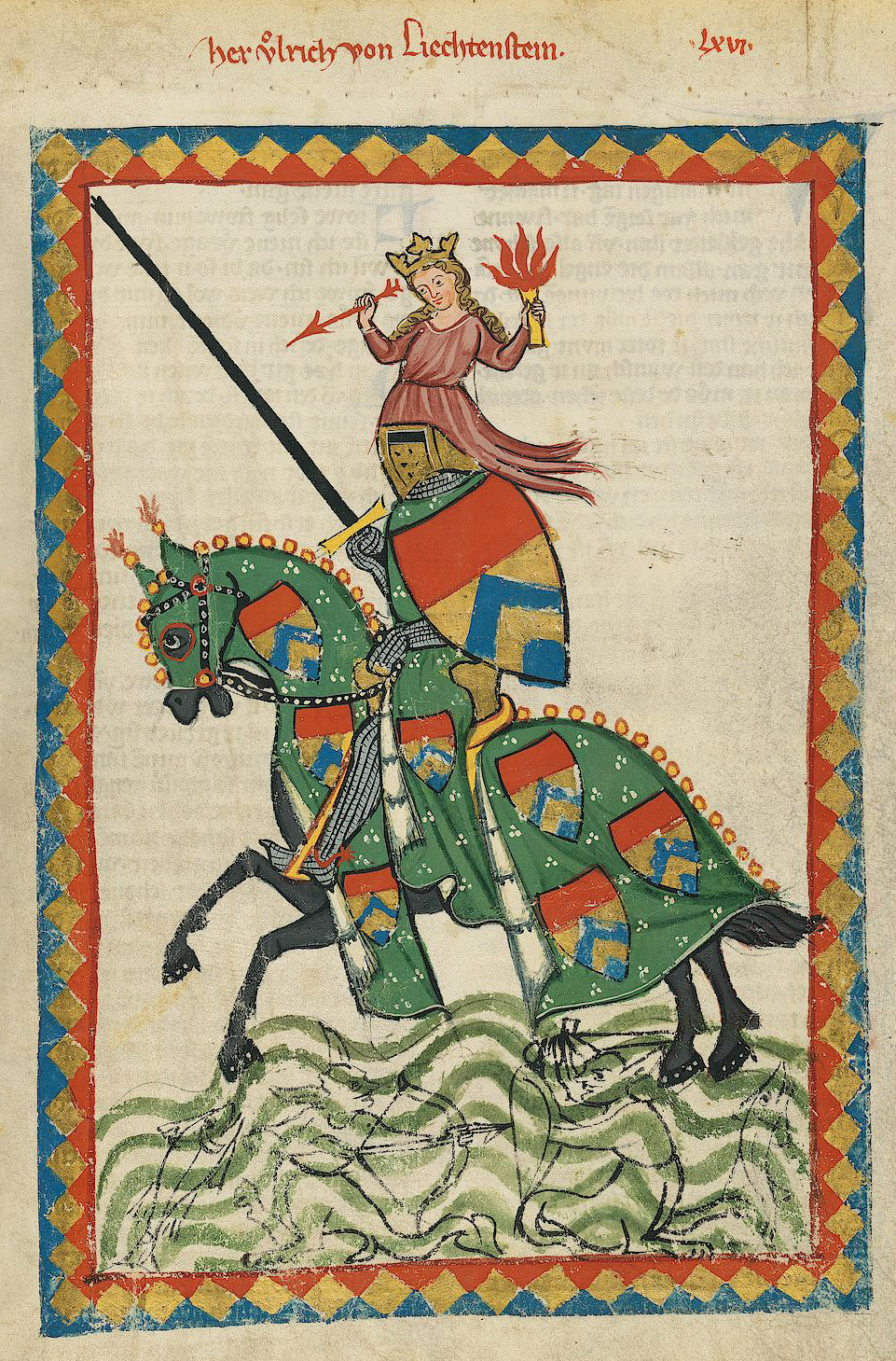
Portrait d'Ulrich von Liechtenstein (Codex Manesse).

Dans les années 1150, la littérature de langue allemande connut un épanouissement. Chaque cour de la noblesse féodale soutenait une pratique littéraire selon le modèle roman de l'époque. La poésie se développa vers la chanson de geste et la poésie de chanson, dont les principaux représentants sont Heinrich von Morungen, Reinmar de Haguenau et Walther von der Vogelweide. La chevalerie prit à cette époque une place importante dans la structure de la société, et en conséquence de nouveaux thèmes prirent place dans la littérature.
Au Moyen Âge tardif, les cités prirent de l'importance et influencèrent également la littérature, particulièrement après l'invention de l'imprimerie, qui permit de réduire considérablement les coûts de production des livres.
À la fin de cette époque a été rédigé Der Ackermann aus Böhmen par Johannes von Tepl, résidant en Bohême.

#### Des auteurs
- Reinmar de Haguenau l'Ancien († avant 1210 à Vienne), le plus important représentant de la chanson de geste avant Walther von der Vogelweide.
- Neidhart von Reuental (première moitié du XIIIe siècle), poète lyrique établi à la cour du duc de Babenberg, Frédéric II.
- Le Burggraf von Lienz (XIIIe siècle).
- Heinrich von dem Türlin (de) (début XIIIe siècle).
- Der Stricker (de) (début XIIIe siècle).
- Freidank (de) (?-1233c)
- Ulrich von Liechtenstein (1200c-26 janvier 1275), chevalier, poète.
- Bruder Wernher (de) poète actif entre 1225 et 1250.
- Jans der Enikel (1240c-1302c), Viennois, auteur d'une Histoire du monde en 30 000 vers.
- Wernher der Gartenaere (seconde moitié du XIIIe siècle), auteur d'une critique sociale Meier Helmbrecht (vers 1250-1280).
- Oswald von Wolkenstein (1376/1377 -† 2 août 1445), chevalier, politique, poète lyrique.

### Début des temps modernes (1450-1600)
Au Tyrol, Éléonore Stuart, épouse du Sigismond d'Autriche, traduit le roman français Ponthus et la belle Sidoine de facture humaniste.
Nicolas de Cues entreprend plusieurs voyages en Allemagne entre 1450 et 1452 pour tenter de réformer l'Église allemande.
Johannes Fuchsmagen (1450c-1510) (aussi Fuxmagen), originaire de Hall en Tyrol, crée en 1508 l'association culturelle de Hall (, humaniste) qui existe encore aujourd'hui,, avec son ami Florian Waldauf von Waldenstein (de) (1450-1510), membre de l'Ordre de la cruche (es), ordre de chevalerie (1040).

## Entre 1700 et 1890

### Époque baroque
- Littérature baroque
- Josef Anton Stranitzky (1676-1726), Hans Wurst (Jean Saucisse)
- Gottfried Prehauser (1699-1769)
- Joachim Perinet (de) (1763-1816)
- Joseph Felix von Kurz (de) Bernardon (1717-1784)
- Johann Beer (de) (1655-1700), romancier picaresque

### L'Aufklärung(1720-1785)
En Autriche, les lumières vinrent principalement de France, d'Italie, de Suisse, d'Angleterre et d'Allemagne. À la fin du XVIIe siècle, la littérature de voyage était très en vogue. Celle-ci décrivait des contrées et us nouveaux pour l'époque et indirectement critiquait les sociétés européennes. À côté de cette littérature, les romans d'apprentissage étaient également à la mode.
- Gerard van Swieten (1700-1772)
- Joseph II (1741-1790)

### Le romantisme allemand (1799–1835)
Le romantisme est pour l'Autriche plutôt une mode qui ne fut pas suivie. Les romantiques allemands qui se risquèrent en Autriche (Ludwig Tieck, Auguste Schlegel, Friedrich Schlegel ou Clemens Brentano) furent accueillis par les écrivains autrichiens avec méfiance. Parallèlement au romantisme allemand se développèrent en Autriche d'une part la culture Biedermeier, et d'autre part celle du classicisme autrichien, dont le plus grand représentant est Franz Grillparzer.

### Le Biedermeier (1815–1848)
L'époque Biedermeier s'étire de 1815 (Congrès de Vienne) à 1848 (début de la révolution). Le terme a été inventé sous forme de farce par Adolf Kußmaul (1822-1902) et Ludwig Eichrodt (1827-1892) après avoir lu les poèmes de Samuel Friedrich Sauters (de) (1766-1846) qu'ils jugeaient simples et naïfs. Pourtant le terme s'est réellement établi au XXe siècle.
Le terme Biedermeier se réfère tout d'abord à un art de l'habitat et à un art bourgeois, et ensuite de façon plus étendue à la littérature de cette époque. Cette littérature fut bien souvent considérée comme casanière et conservatrice. La vie culturelle et la vie de société se déroulaient de façon privée. Les thèmes qui ne présentaient pas de problème, tels que les romans historiques ou les apologies de la patrie, étaient publiés ; les sujets politiques plus polémiques n'étaient diffusés que dans des cercles restreints.
La censure stricte de l'empire habsbourgeois visait les œuvres de Nikolaus Lenau, Franz Grillparzer ou Johann Nestroy. En tout il y avait plus de 40 000 titres sur la liste des ouvrages interdits. Chaque livre importé, chaque article et chaque nouvelle édition devait être contrôlé et approuvé par la censure.
Les poètes les plus connus de cette époque sont : Nikolaus Lenau (1802-1850), Anastasius Grün. Parmi les auteurs de prose : Adalbert Stifter (1805-1868). Les auteurs dramatiques qui appartiennent à l'époque Biedermeier sont : Franz Grillparzer (1791-1872), Johann Nestroy (1801-1862) et Ferdinand Raimund (1790-1836).

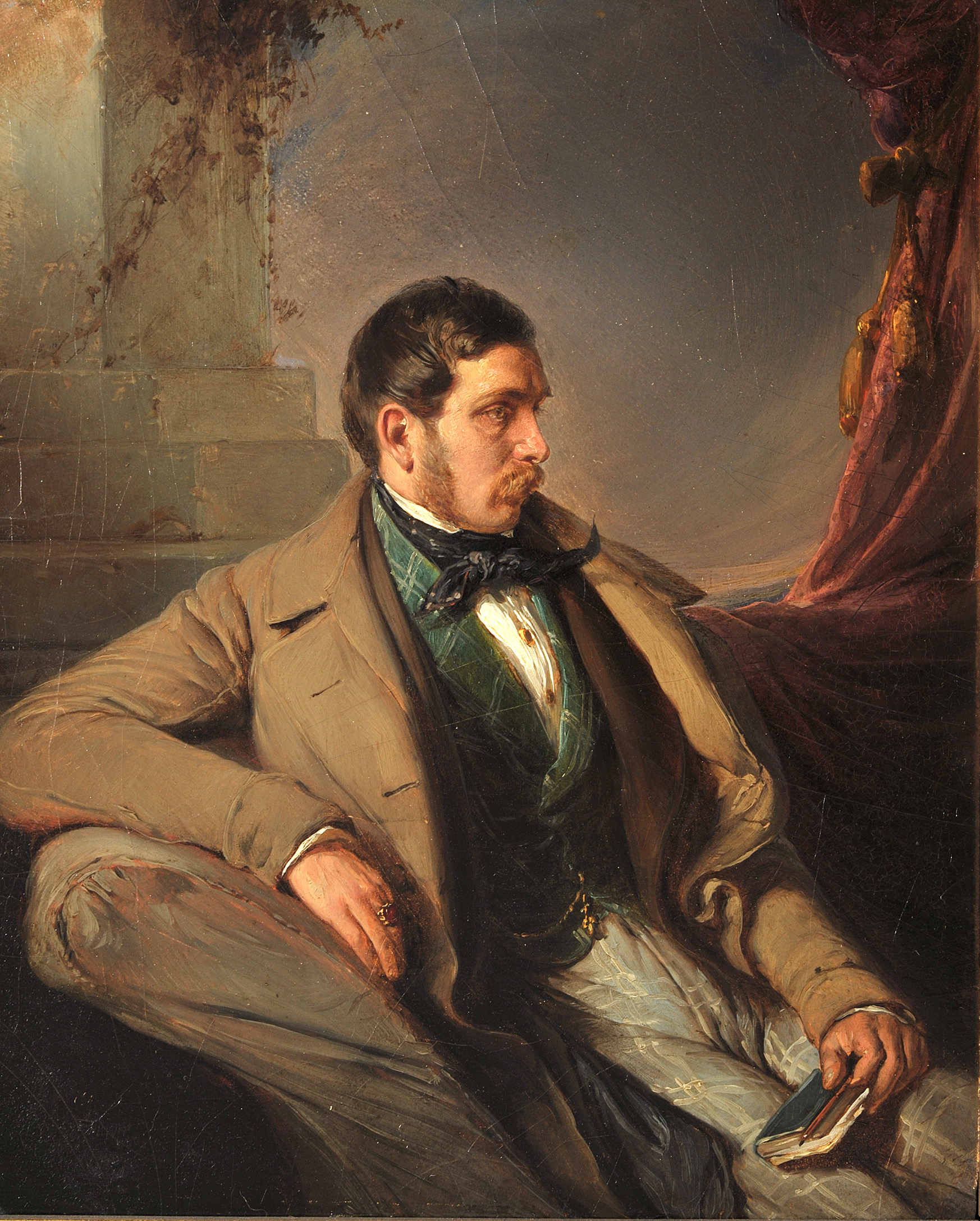
Nikolaus Lenau
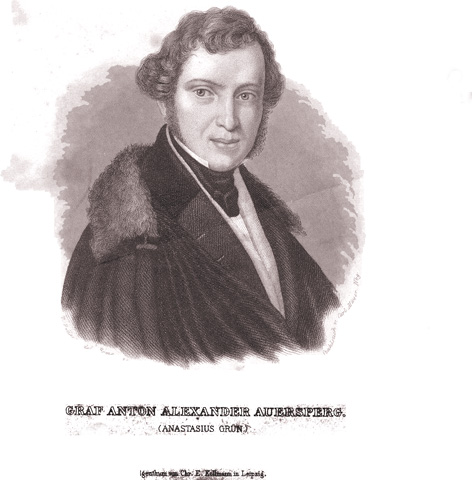
Anastasius Grün
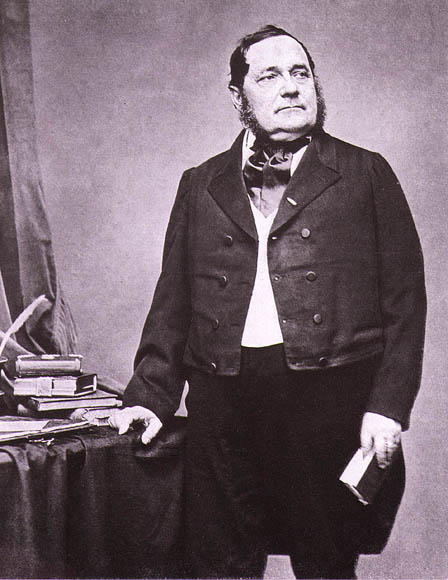
Adalbert Stifter
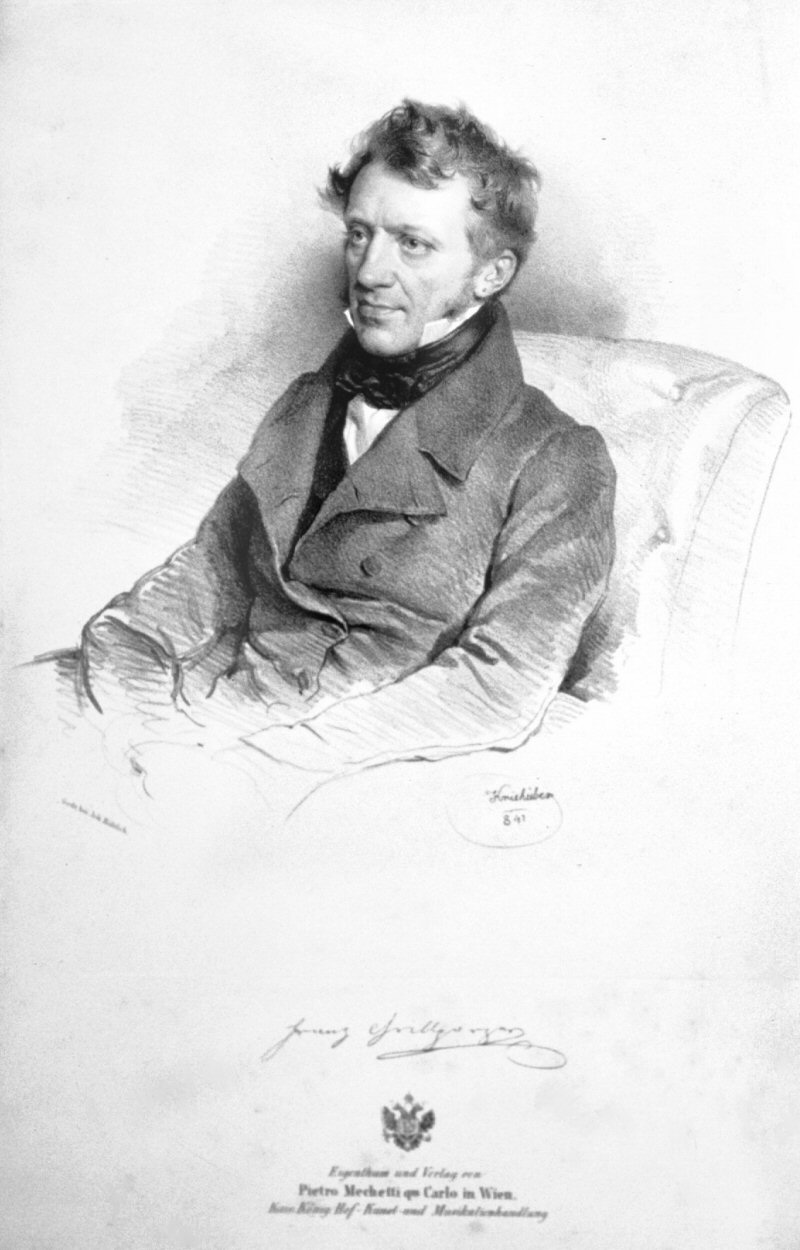
Franz Grillparzer
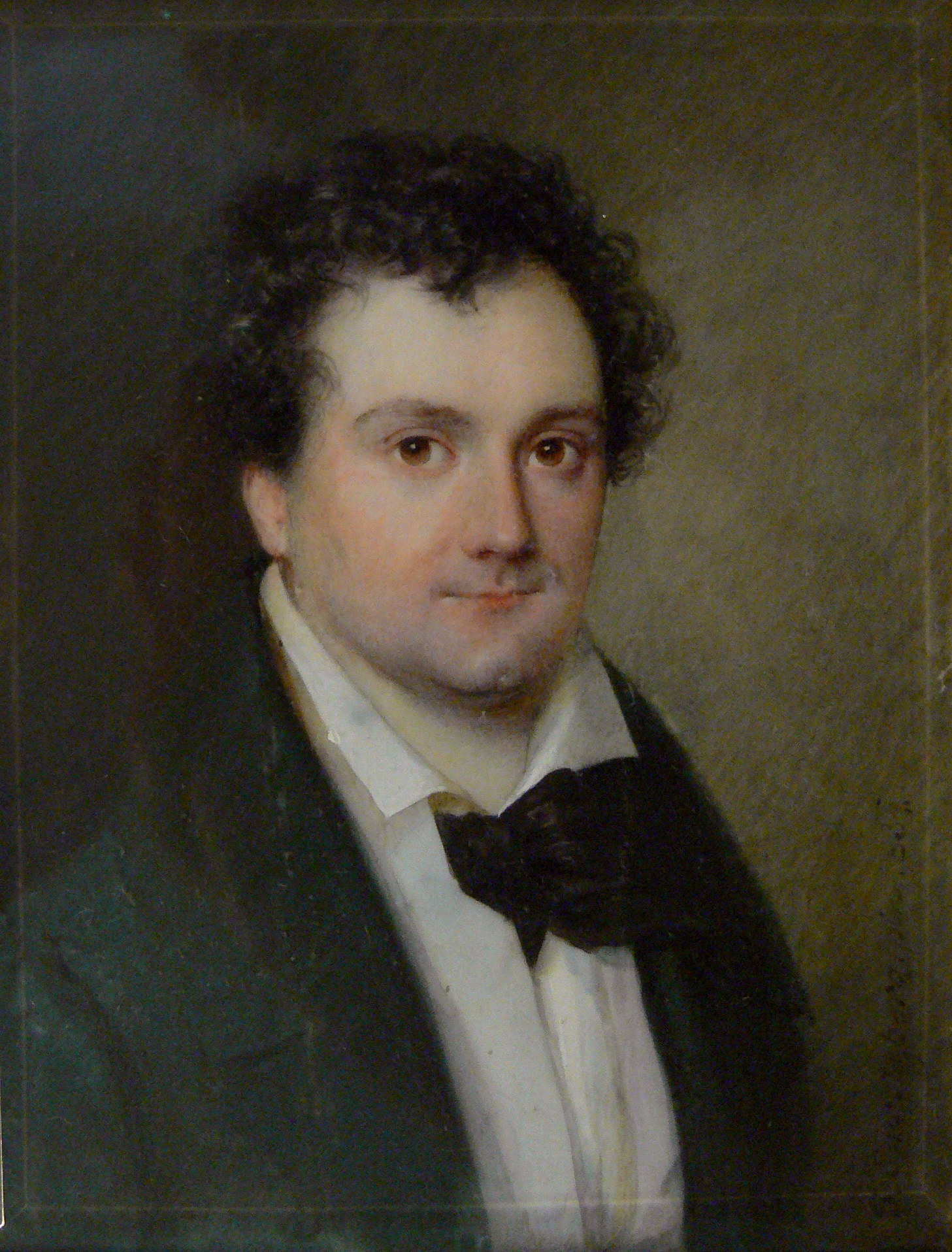
Johann Nestroy
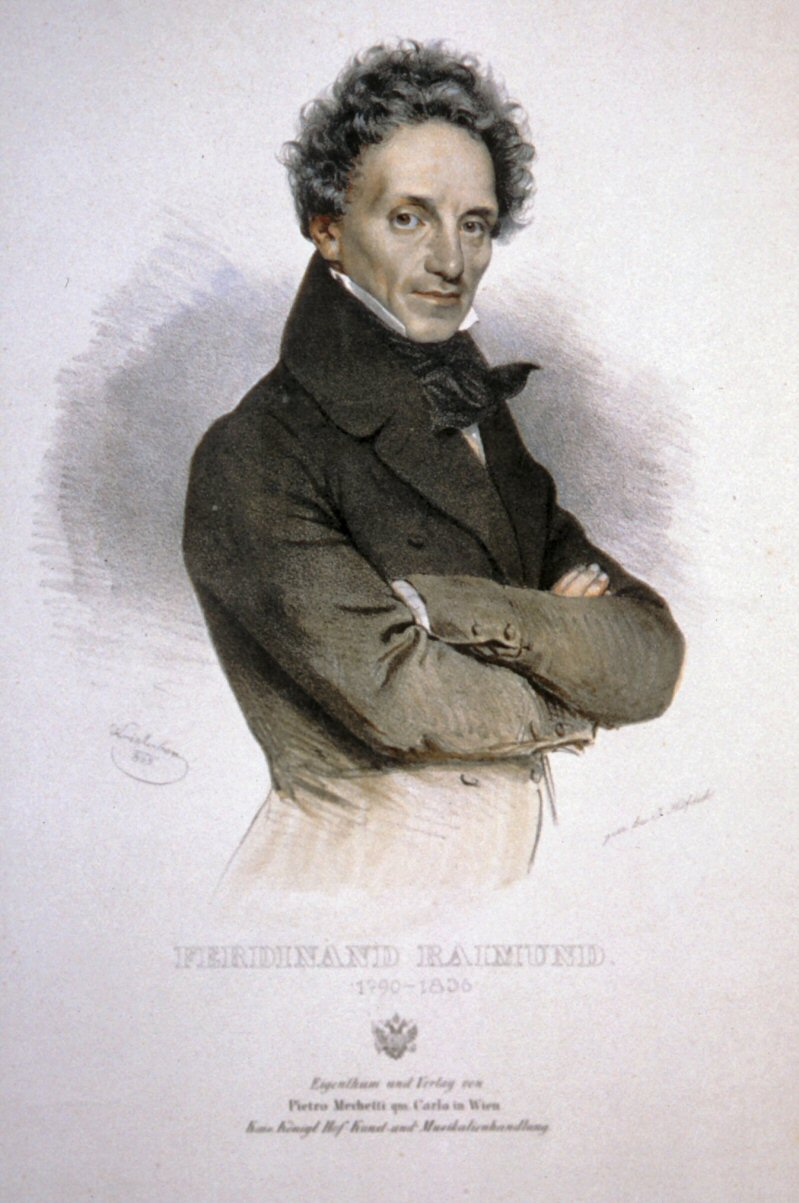
Ferdinand Raimund

### La littérature révolutionnaire de 1848
La révolution de 1848 éclate dans l'empire austro-hongrois comme dans bon nombre d'autres pays. Le mécontentement aussi bien au cœur de l'empire que dans les régions périphéries est grand. Les œuvres d'Alfred Meissner ("Neue Sklaven") ou de Karl Isidor Beck ("Warum wir arm sind") reflètent la colère et le désarroi de la population.
Le 15 mars 1848, l'empereur Ferdinand Ier promet de supprimer la censure et de faire rédiger une nouvelle constitution. Le 2 décembre 1848, Ferdinand Ier abdique à la faveur de François-Joseph Ier.
La suppression de la censure a pour effet de voir la sortie de nouveaux journaux (souvent éphémères) et la production de nombreux écrits politiques (Johann Nestroy, Anastasius Grün ou Franz Grillparzer).

### Le réalisme poétique (1848–1890)
Les auteurs du réalisme poétique ou réalisme bourgeois évitent les sujets politiques et se tournent vers des sujets plus locaux avec leurs paysages et leurs habitants. Au centre de tous les romans, des pièces de théâtre ou des poèmes se trouve l'individu, principalement des artisans, des négociants ou des paysans. Les principaux auteurs de cette époque sont : Marie von Ebner-Eschenbach (1830-1916), Ludwig Anzengruber (1839-1889) et Peter Rosegger (1843-1918).

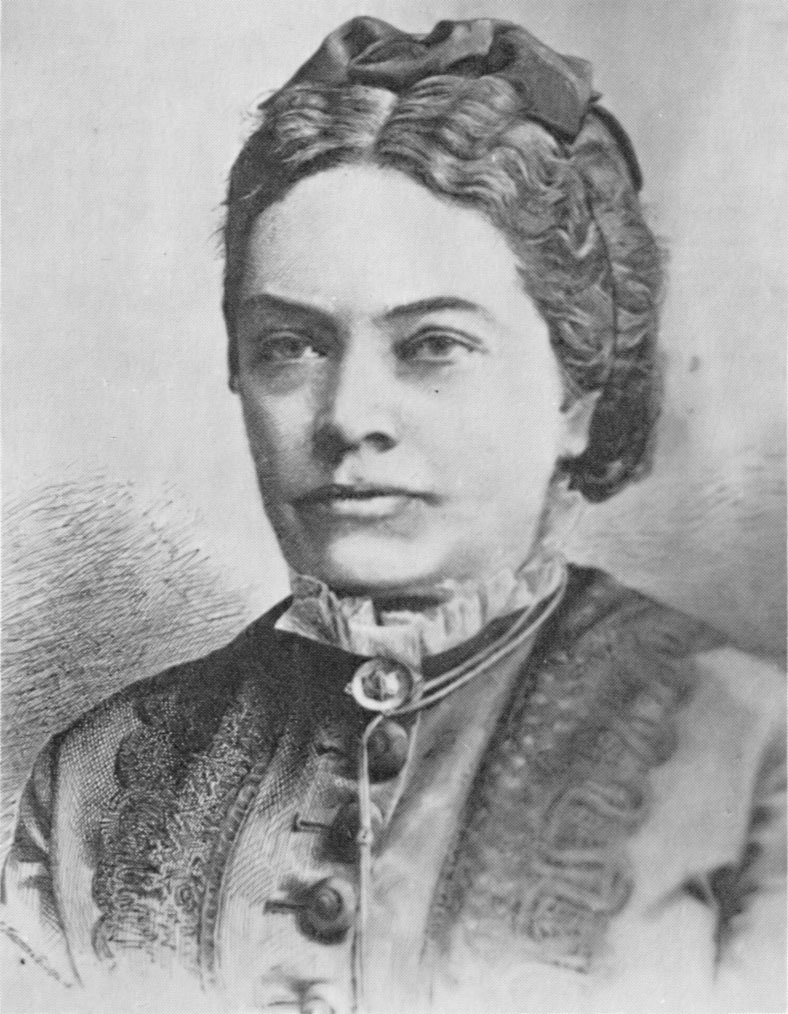
Marie von Ebner-Eschenbach
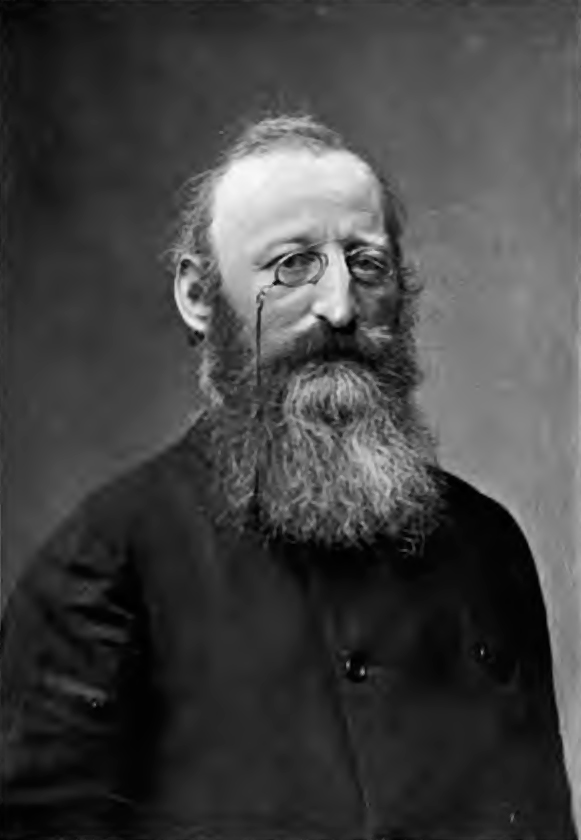
Ludwig Anzengruber
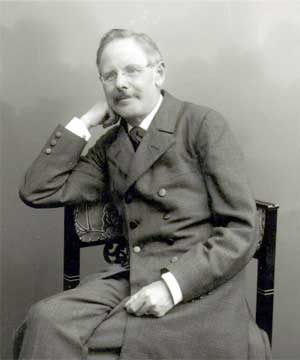
Peter Rosegger
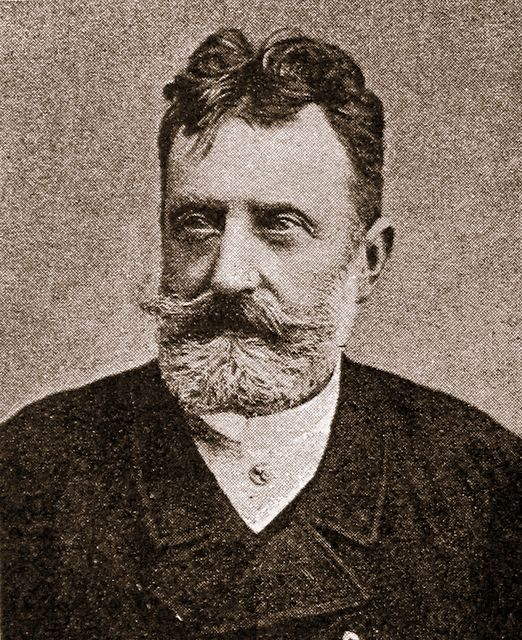
Ferdinand von Saar

### Le réalisme tardif (1870–1880/90)
Le réalisme tardif se forme en Autriche à la fin du XIXe siècle anticipant sur le naturalisme.
Les principaux auteurs de ce mouvement sont : Marie von Ebner-Eschenbach (1830–1916), Ferdinand von Saar (1833–1906), Ludwig Anzengruber (1839–1889), Peter Rosegger (1843–1918).

## Entre 1890 et 1945

### Die Wiener Moderne
Les années fin de siècle furent marquées en Autriche par une agitation intellectuelle particulière. Le naturalisme allemand trouva, sans grands débats, sa place dans le paysage littéraire autrichien. Les poètes d'âge plus mûr, Eschenbach, Rosegger ou Anzengruber, avaient déjà anticipé une sorte de naturalisme dans leurs œuvres qui se continua chez les jeunes auteurs.
À Vienne, l'époque moderne littéraire peut être fixée dans l'année 1890, avec le début de l'activité d'Hermann Bahr qui ne s'installa de façon définitive à Vienne qu'à partir de l'année 1891. Après des séjours à Saint-Pétersbourg, Paris et Berlin, il était très au courant des nouvelles tendances littéraires et propagea le naturalisme à l'aide du magazine Moderne Rundschau avec les éditeurs Eduard Michael Kafka et Julius Kulka, naturalisme déjà marqué par l'influence de Barrès.
Une date importante est la visite d'Ibsen à Vienne en avril 1891 et la représentation de sa pièce de théâtre "Kongs-Emnerne" (Les Prétendants à la couronne).
Grâce à ses nombreux contacts, Bahr eut une grande influence sur la littérature autrichienne de cette époque. Le groupe de jeunes littérateurs qui se forma autour de lui, appelé "Jung-Wien" (La jeune Vienne) publia dans les revues Moderne Dichtung (1890), Moderne Rundschau (1891) et Die Zeit (1894). Les principaux représentants sont Richard Beer-Hofmann, Hugo von Hofmannsthal, et Felix Salten, ainsi que Peter Altenberg et Karl Kraus. Le groupe Jung-Wien prit fin avec la fermeture en 1897 du Café Griensteidl, lieu où ils avaient l'habitude de se rencontrer.
Dans les années qui suivirent, Arthur Schnitzler se distingua comme auteur dramatique et comme conteur. Ses œuvres reflètent l'état d'âme de la bourgeoisie viennoise : Liebelei 1895, Der einsame Weg 1896, Das weite Land 1911, Leutnant Gustl 1900 et Professor Bernhardi 1912.
Hofmannsthal développa la poésie lyrique et composa des pièces de théâtre : Der Tod des Tizian 1892, Elektra 1903, Das Salzburger Große Welttheater 1922.
La poésie lyrique dominait dans la Vienne du début du siècle avec des représentants tels que Rainer Maria Rilke, Berthold Viertel et Felix Dörmann.
Le roman était moins en faveur. Les principaux romanciers de cette époque sont Alfred Kubin et Gustav Meyrink.
Suivant la tradition de Ludwig Speidel et Hugo Wittmann, le feuilleton atteignit son apogée au début du siècle. Les principaux représentants sont Theodor Herzl, Felix Salten, Ludwig Hevesi et Alfred Polgar.

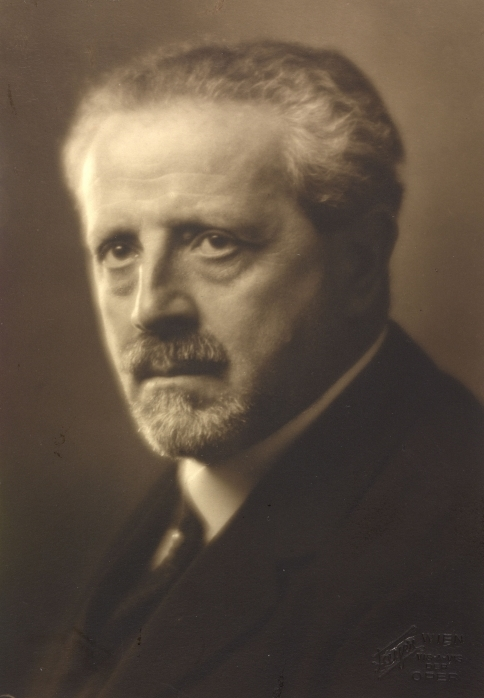
Richard Beer-Hofmann
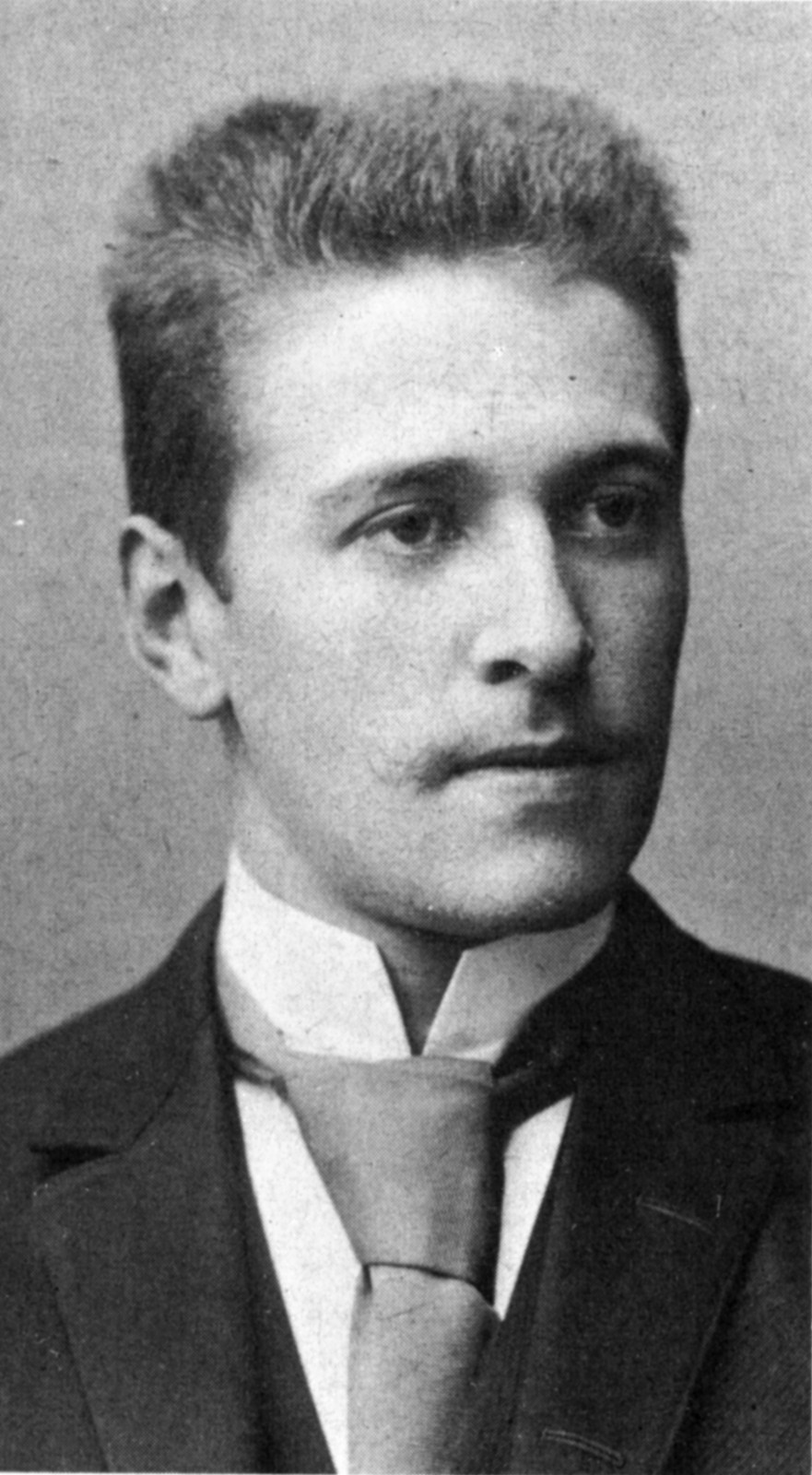
Hugo von Hofmannsthal
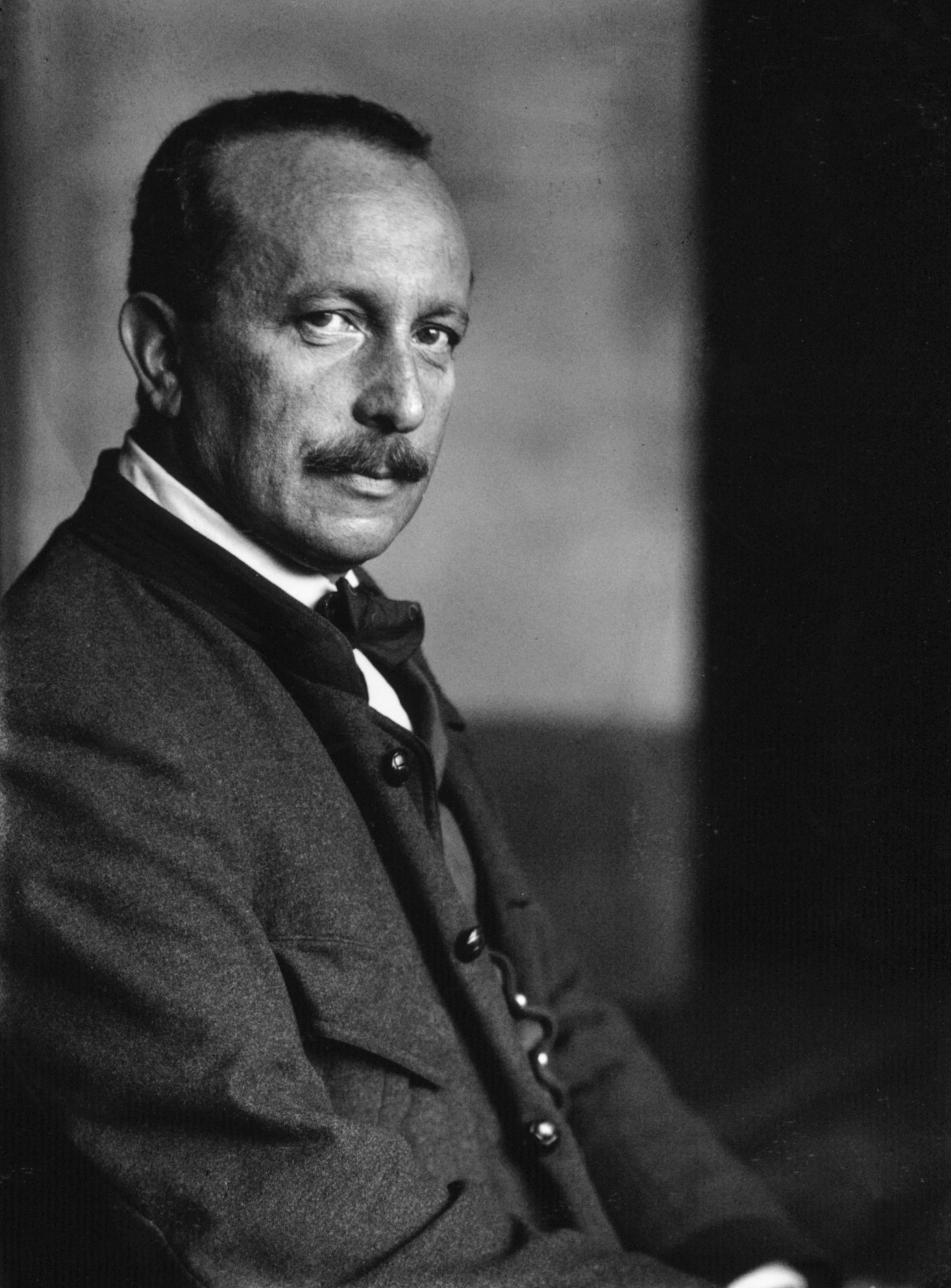
Felix Salten
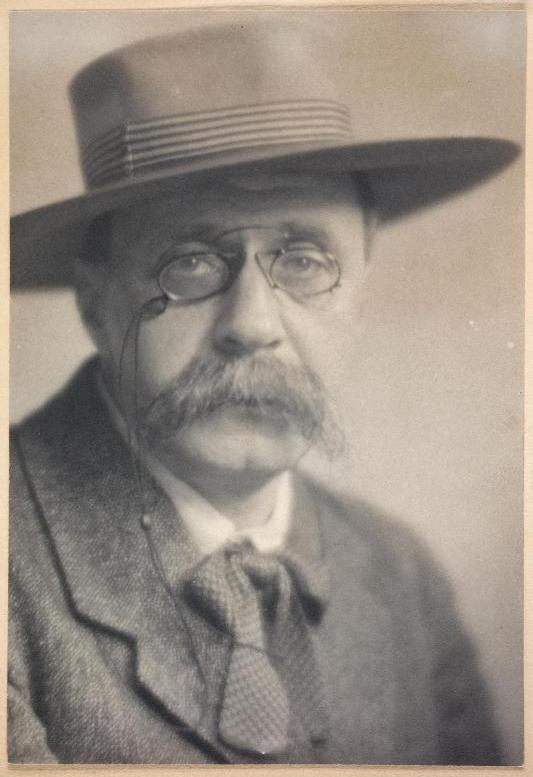
Peter Altenberg
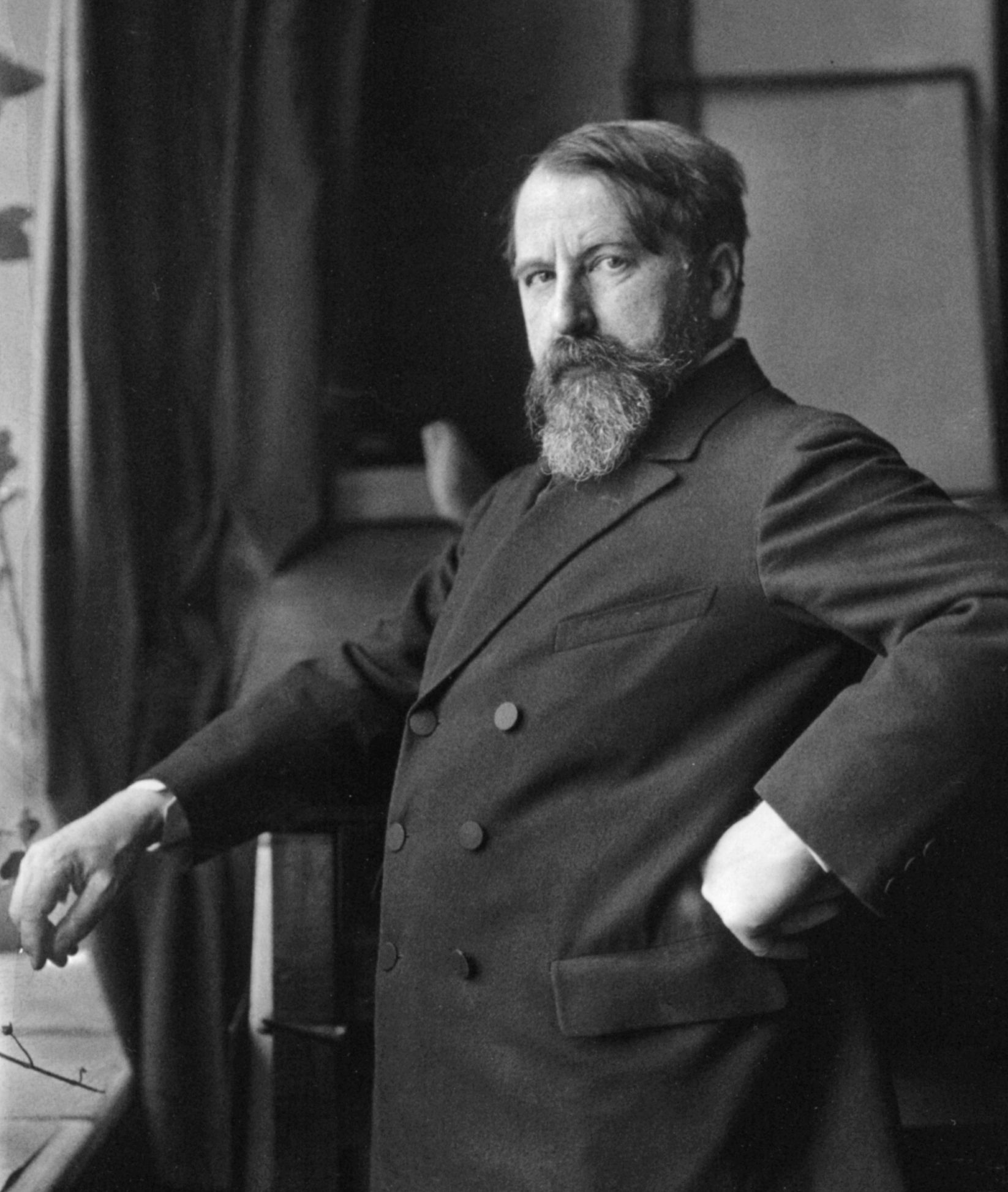
Arthur Schnitzler
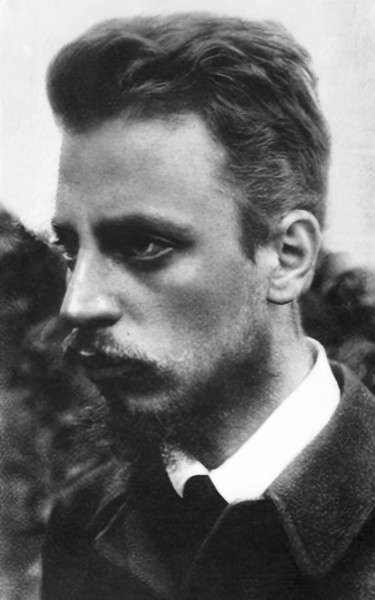
Rainer Maria Rilke
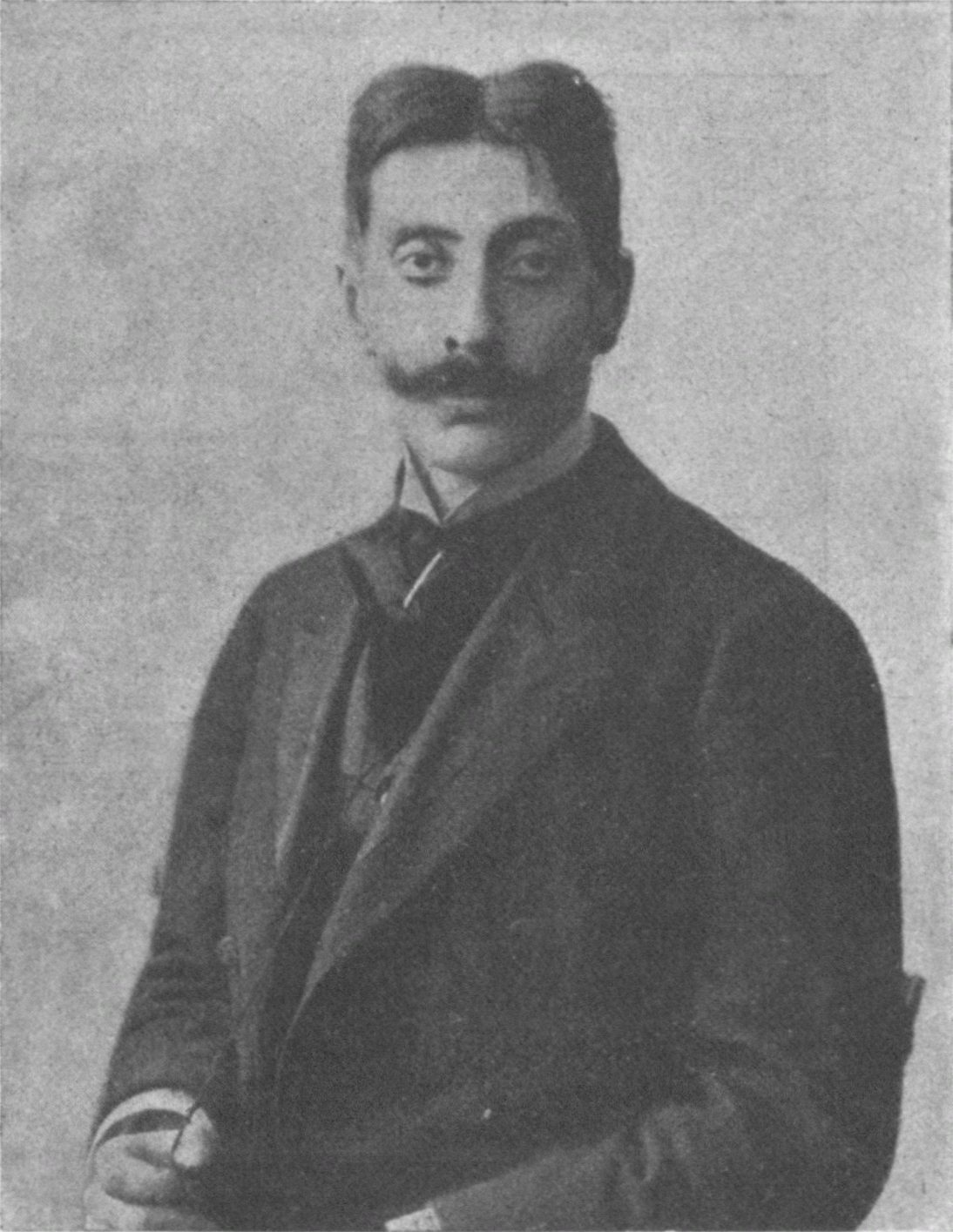
Felix Dörmann
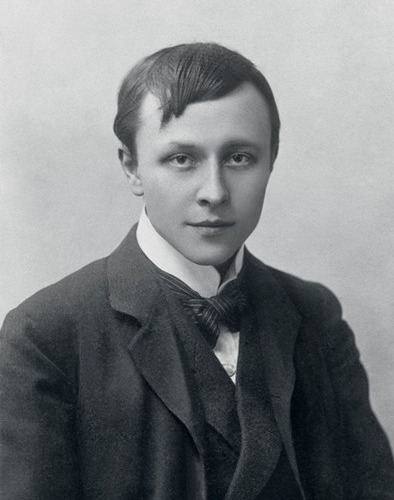
Alfred Kubin
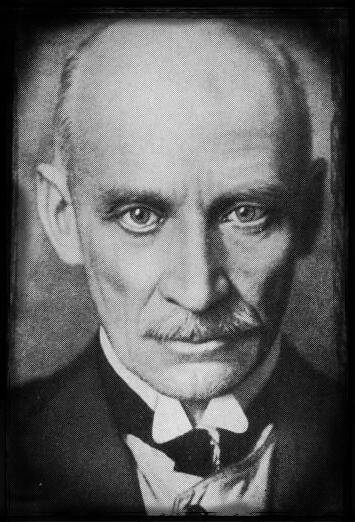
Gustav Meyrink
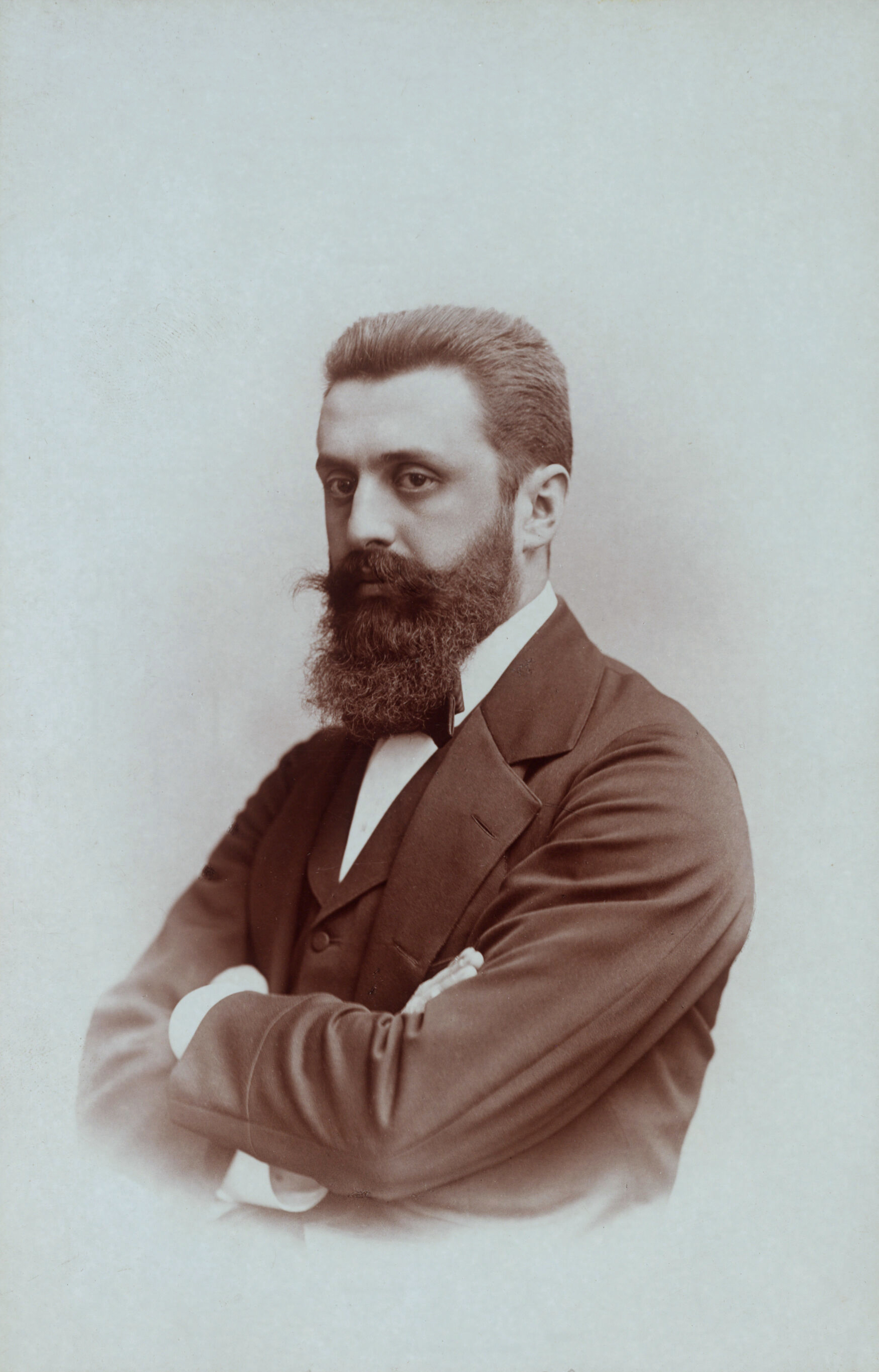
Theodor Herzl

### Expressionnisme

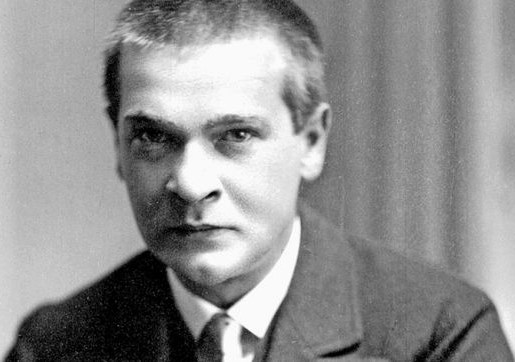
Georg Trakl.

Le début de l'expressionnisme à Vienne peut être daté de la publication du livre d'Oskar Kokoschka dédié à Gustav Klimt Die träumenden Knaben en 1908 par la maison d'édition des Wiener Werkstätte.
Certains auteurs expressionnistes publient tout d'abord leurs œuvres sous la direction de Karl Kraus, comme Franz Werfel ou Albert Ehrenstein, qui devient célèbre grâce à sa nouvelle Tubutsch (1911). Kraus soutient également Herwarth Walden à Berlin avec la fondation de la revue expressionniste Der Sturm (La Tempête) qui publie aussi des auteurs autrichiens appartenant à ce mouvement. En 1910, Ludwig von Ficker crée la revue Der Brenner à Innsbruck qui soutient des poètes expressionnistes tels que Georg Trakl (1887-1914).
Du théâtre expressionniste, les principaux représentants demeurent Arnolt Bronnen (en) (1895-1959) (Vatermord, 1920) et Franz Theodor Csokor (1885-1969) (Ballade von der Stadt, 1922).

### Première Guerre mondiale
La plupart des écrivains autrichiens accueillent favorablement la Première Guerre mondiale. Rares sont ceux qui la critiquent dès ses débuts, comme Karl Kraus ou Arthur Schnitzler.
Stefan Zweig se déclare rapidement pacifiste.
Contrairement au Reich allemand qui envoie ses artistes sur le front, l'empire austro-hongrois préfère garder ses écrivains à l'arrière à des fins de propagande.
Beaucoup d'écrivains, comme Hugo von Hofmannsthal, Rainer Maria Rilke, Polgar ou Roda Roda, deviennent des correspondants de guerre écrivant pour les journaux nationaux.
La situation est autre dans les parties de l'empire de langue non germanique qui ne veulent pas participer à une guerre « pour l'empereur et la patrie ».
Des critiques sont écrites, comme Les Aventures du brave soldat Švejk, qui dénonce l'absurdité de la guerre du point de vue tchèque.
La Première Guerre mondiale trouve relativement peu d'échos dans la littérature autrichienne.
L'œuvre représentative de cette époque est la pièce de théâtre Die letzten Tage der Menschheit (Les Derniers Jours de l'Humanité) par Karl Kraus entre 1919 et 1922.
Le thème qui préoccupe le plus reste la fin de l'empire austro-hongrois et la recherche d'une nouvelle identité.

### Première République (entre deux guerres)

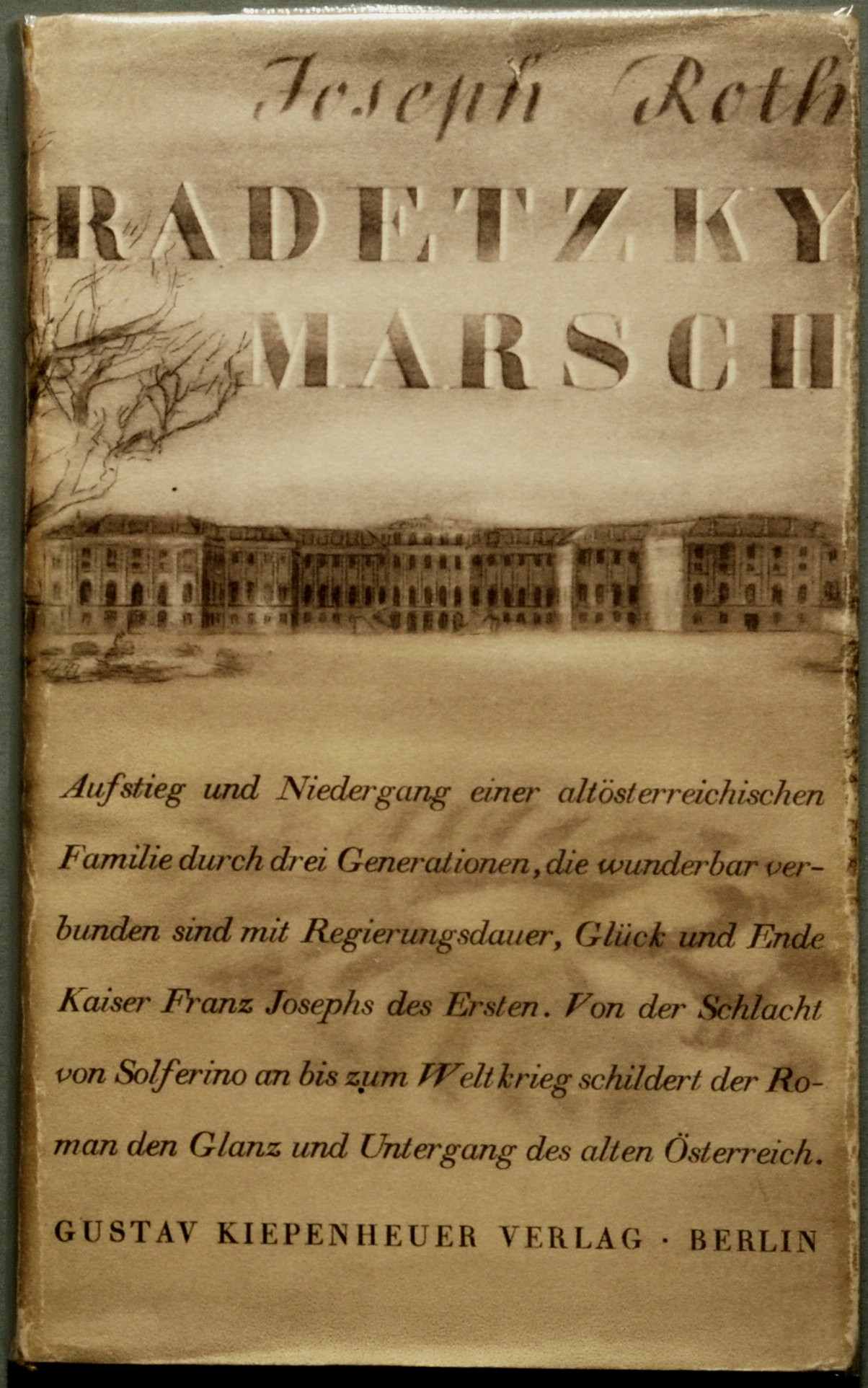
La Marche de Radetsky de Joseph Roth.

La chute de la monarchie et la transformation consécutive du grand empire en petit État autrichien entraîne des crises d'identité. Les écrivains qui ont connu l'empire continuent à louer le « bon vieux temps » et se refusent à entrer dans une nouvelle ère : Karl Kraus, Hugo von Hofmannsthal, Robert Musil, Alexander Lernet-Holenia, ou Joseph Roth qui décrit la fin de l'empire dans La Marche de Radetzky (1932).
Parallèlement, de nouvelles forces se mettent en place : des mouvements ouvriers, mais aussi des courants conservateurs et religieux qui participent à la formation de la nouvelle identité nationale.
Pendant que A. Bronnen et d'autres jeunes auteurs écrivent des œuvres teintées de socialisme, d'autres tels que M. Jelusich, K. H. Strobl ou B. Brehm, développent des idées s'apparentant au national-socialisme.
Les tensions entre ces groupes mènent le P.E.N Club autrichien à se scinder en deux en 1933 à Raguse (Dubrovnik).
Ces tensions ont déjà fait le sujet de plusieurs publications littéraires : Joseph Roth, avec "Das Spinnennetz" (La Toile d'araignée) en 1923, Ödön von Horváth ("Sladek oder die Schwarze Armee", 1929), Hermann Broch ("Die Verzauberung", première version 1935/36, publication posthume 1953), Albert Drach ("Das Kasperlspiel vom Meister Siebentot", première version 1938/39, paru en 1965), Ernst Weiß ("Der Augenzeuge", écrit en 1939, publication posthume en 1963).
Beaucoup d'écrivains sont contraints à l'exil, soit parce qu'ils s'opposent au régime qui se met en place, soit parce qu'ils sont juifs.
Elias Canetti s'enfuit en Angleterre, Joseph Roth, Robert Musil, Stefan Zweig ou Ödön von Horváth quittent également l'Autriche.

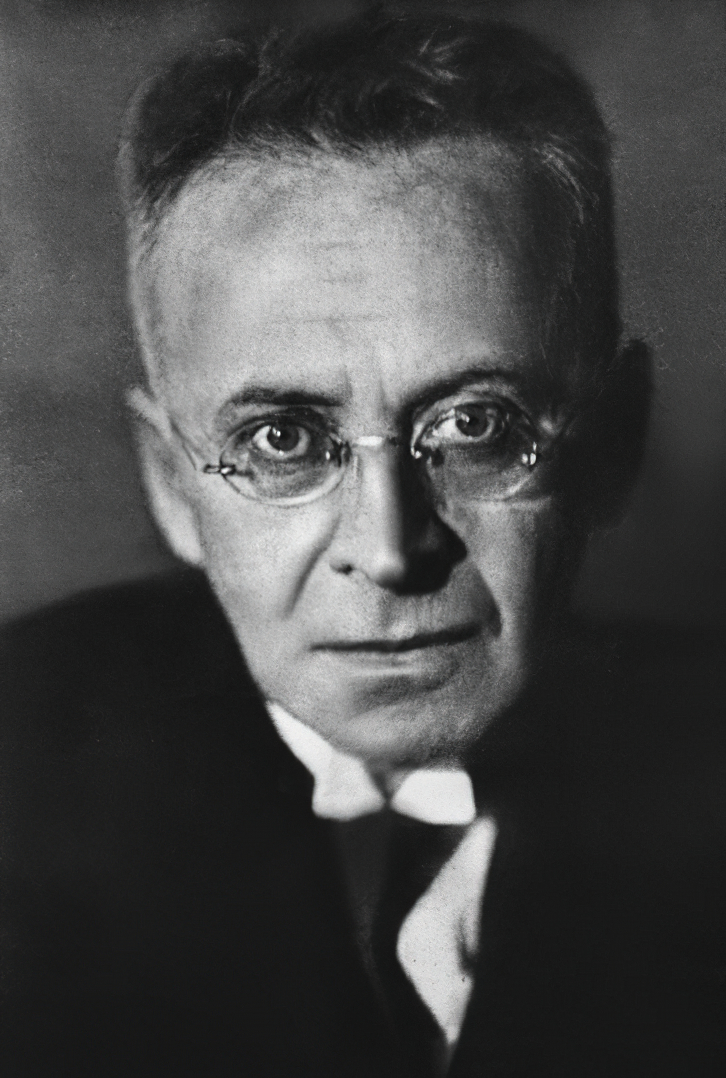
Karl Kraus
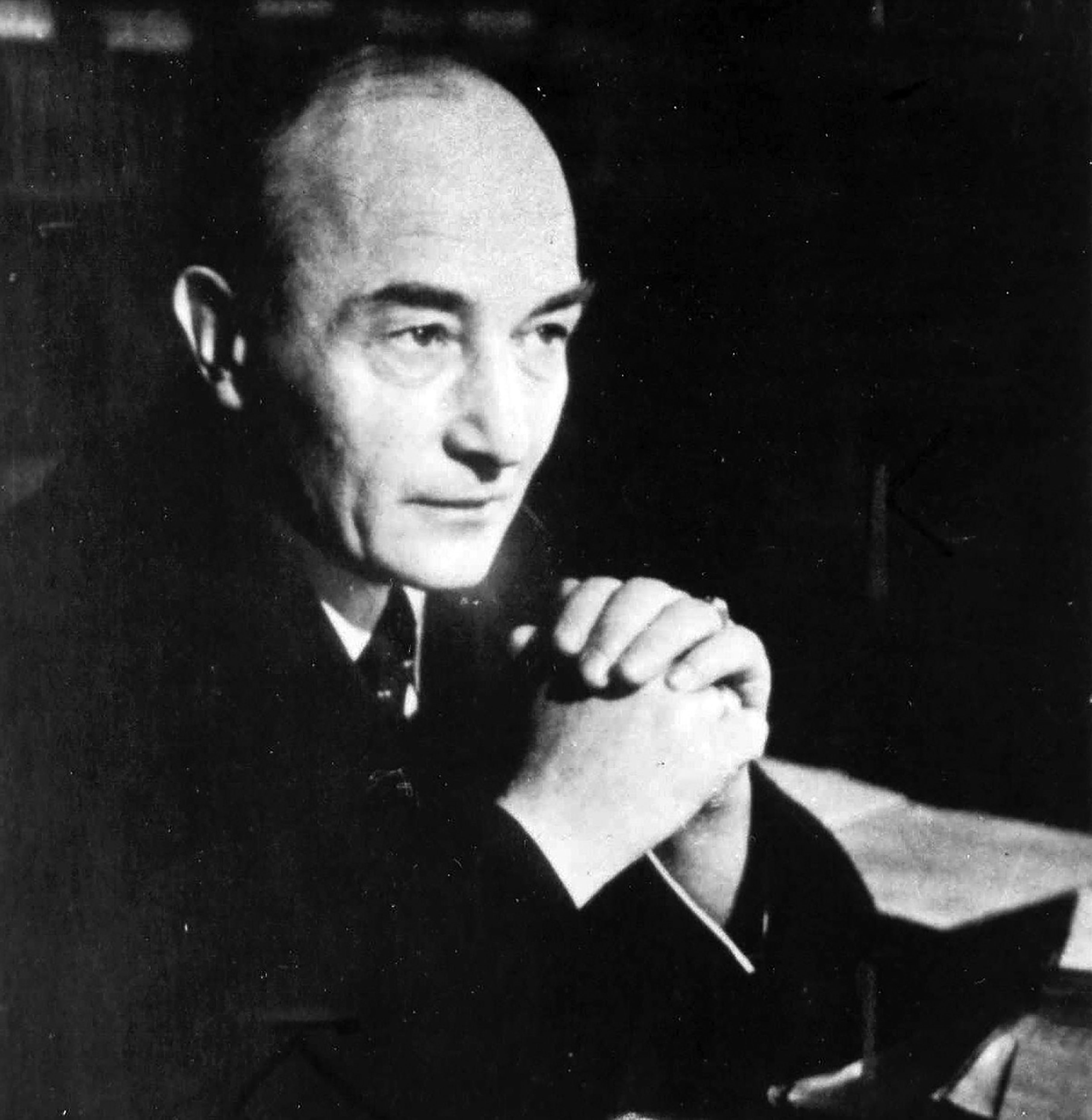
Robert Musil
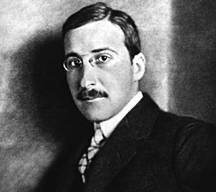
Stefan Zweig
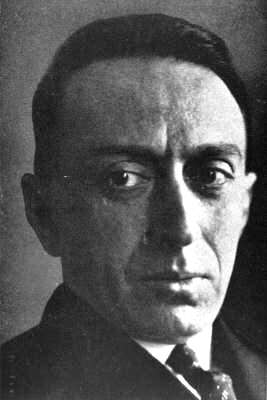
Ernst Weiss
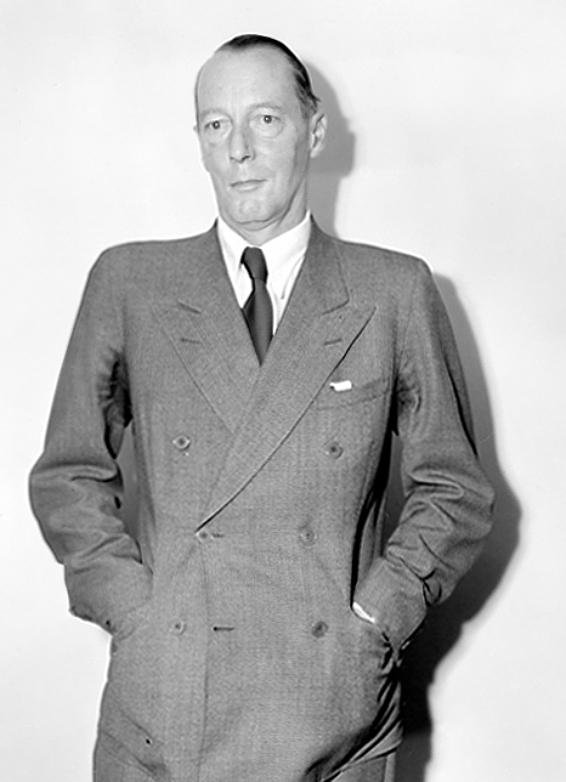
Alexander Lernet-Holenia
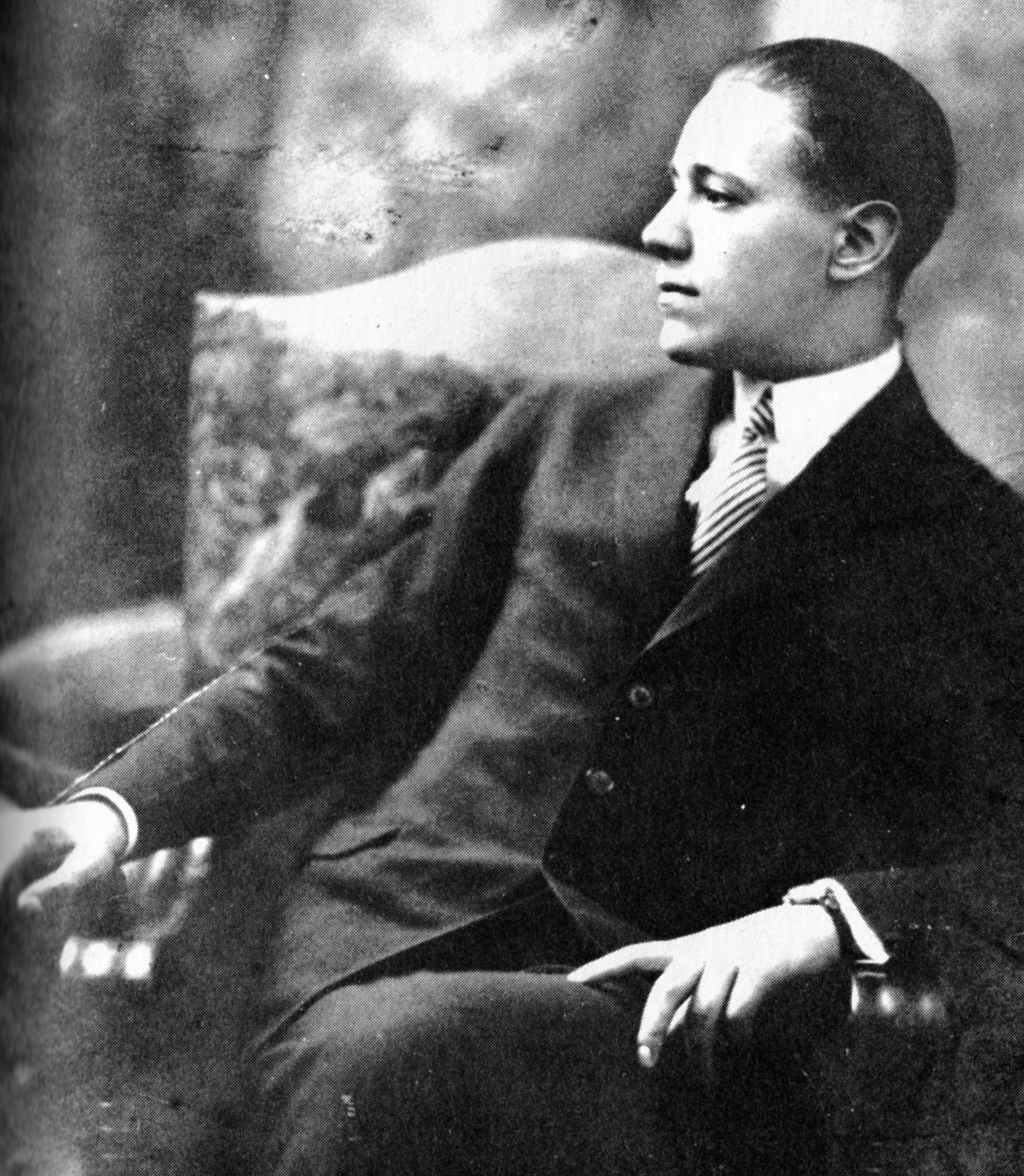
Ödön von Horváth
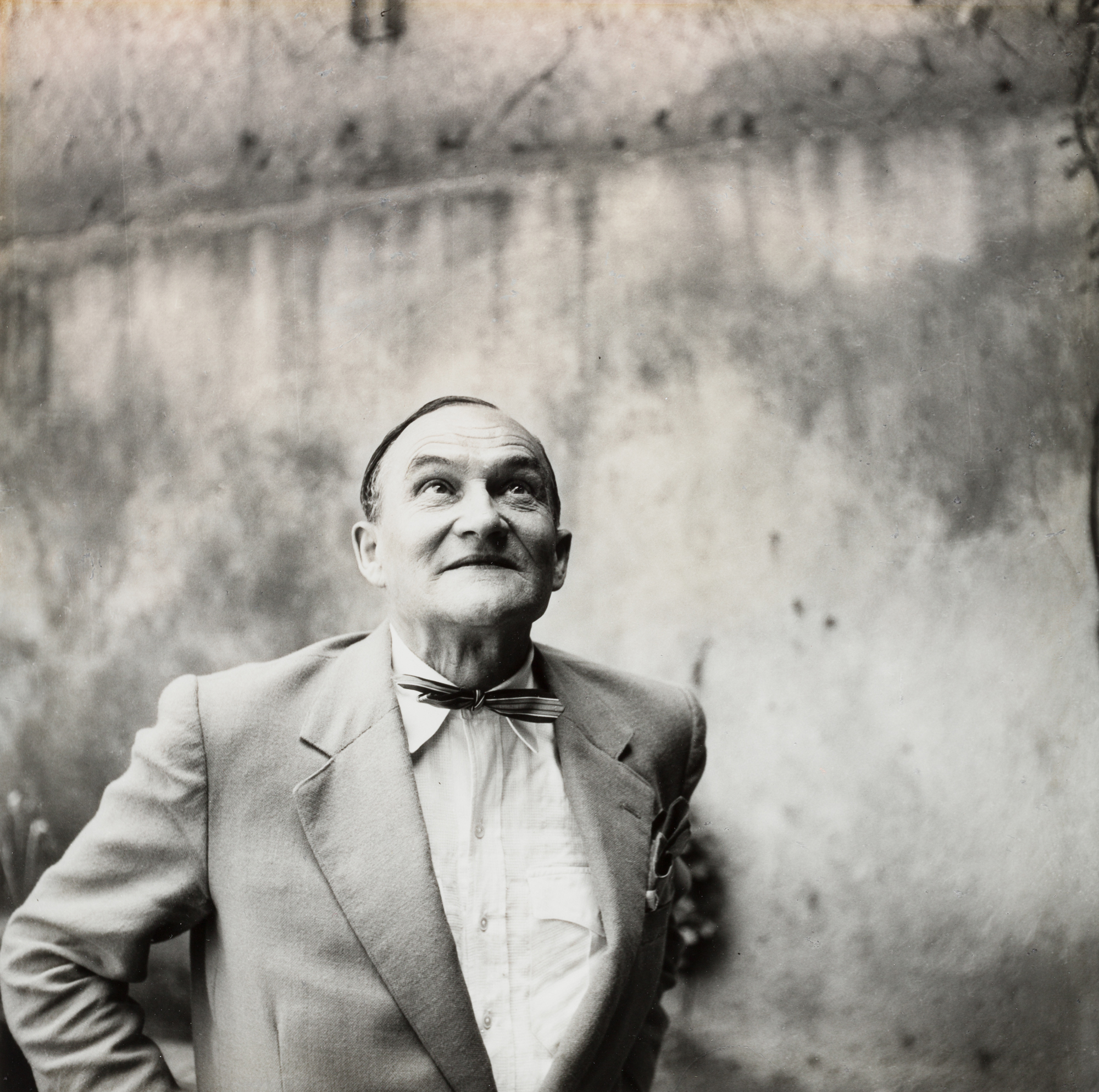
Heimito von Doderer
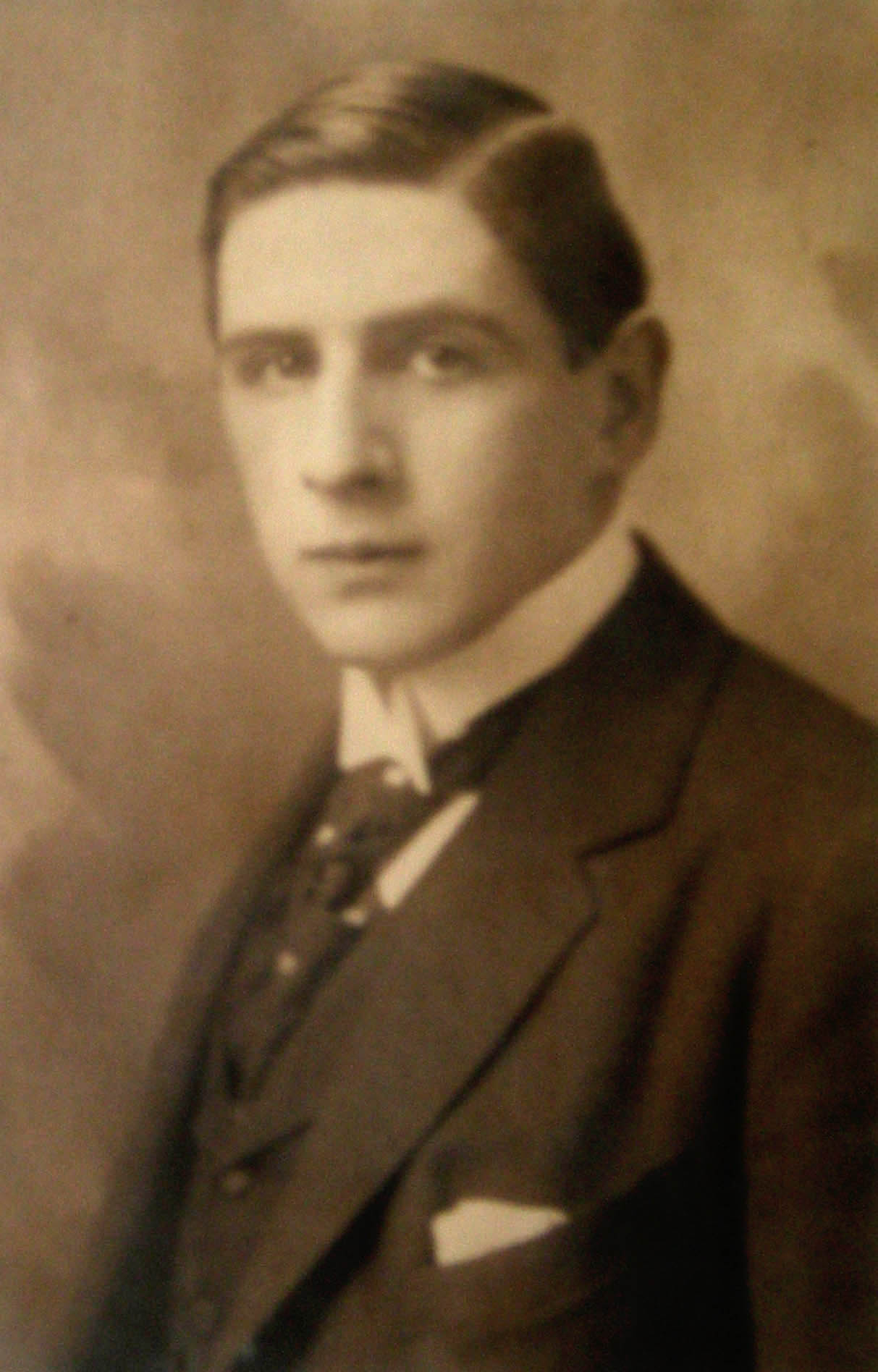
Hermann Broch
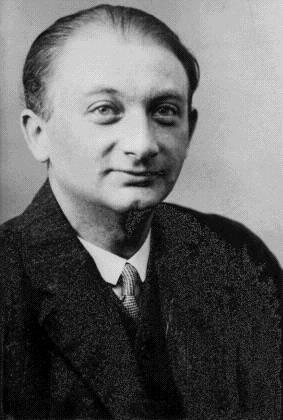
Joseph Roth

### National-socialisme et Littérature d'exil
Après l'Anschluss en 1938, la littérature indépendante n'est plus possible en « République allemande d'Autriche ».
Seuls les écrits favorables au nazisme ou apolitiques sont autorisés. Les opposants au régime risquent leur vie à moins de s'exiler.
Plus de 1 500 écrivains quittent le pays. Étant donné la diversité de leurs terres d'accueil et la variété de leurs destins, il est difficile de définir un style unique de la littérature d'exil autrichienne.
Certains écrivains continuent à écrire en exil, comme Hermann Broch, mais d'autres, comme Stefan Zweig, qui se suicide en 1942 ou Joseph Roth, qui meurt d'alcoolisme en 1939, ne produisent plus guère.

## Époques littéraires après 1945
Après 1945, beaucoup d'écrivains, dont certains contraints à l'exil, ont du mal à retourner dans leur patrie.
Le poète Paul Celan vit quelques années à la fin des années 1940 à Vienne avant de se décider à s'installer à Paris.
Erich Fried émigre en Angleterre après Elias Canetti, qui y a trouvé une nouvelle patrie.
La Trümmerliteratur (Littérature des ruines) décrit le monde dans le chaos de la guerre et de l'après-guerre.
Dans ce contexte, le Wiener Gruppe développe de nouvelles formes littéraires, notamment dans le lyrisme.
Dans les années d'après-guerre, la culture devient un élément central dans la reconstruction de l'Autriche et de la redéfinition de son identité.
Dans cette atmosphère de nouvelle liberté et neutralité acquises vis-à-vis de l'Union soviétique et des États-Unis, la littérature autrichienne se développe principalement dans les nouvelles et la littérature populaire.
De nouvelles pièces de théâtre avec de nouveaux thèmes sont créées et produites, également en dialectes autrichiens.
L'État autrichien joue un rôle important dans la promotion de l'art après 1945, et influence les thèmes abordés par les artistes, cherchant à refouler ce que l'on pourrait appeler l'austrofascisme et le rôle de l'Autriche dans le national-socialisme.
Dès le début des années 1970, un contre-courant se met en place pour essayer d'énoncer et exorciser ce passé qui reste en arrière-plan.
- Prix Nobel de littérature : Elias Canetti (1981, 1905-1994, devenu britannique), Elfriede Jelinek (2004), Peter Handke (2019)

### Wiener Gruppe (1947-1967)
Le Wiener Gruppe autour de Gerhard Rühm, Konrad Bayer, H. C. Artmann, ainsi que des auteurs comme Albert Paris Gütersloh et Heimito von Doderer essaya après la Seconde Guerre mondiale de renouveler la tradition littéraire autrichienne. Les principaux représentants sont Ernst Jandl, Franzobel, Friederike Mayröcker et Christine Lavant.

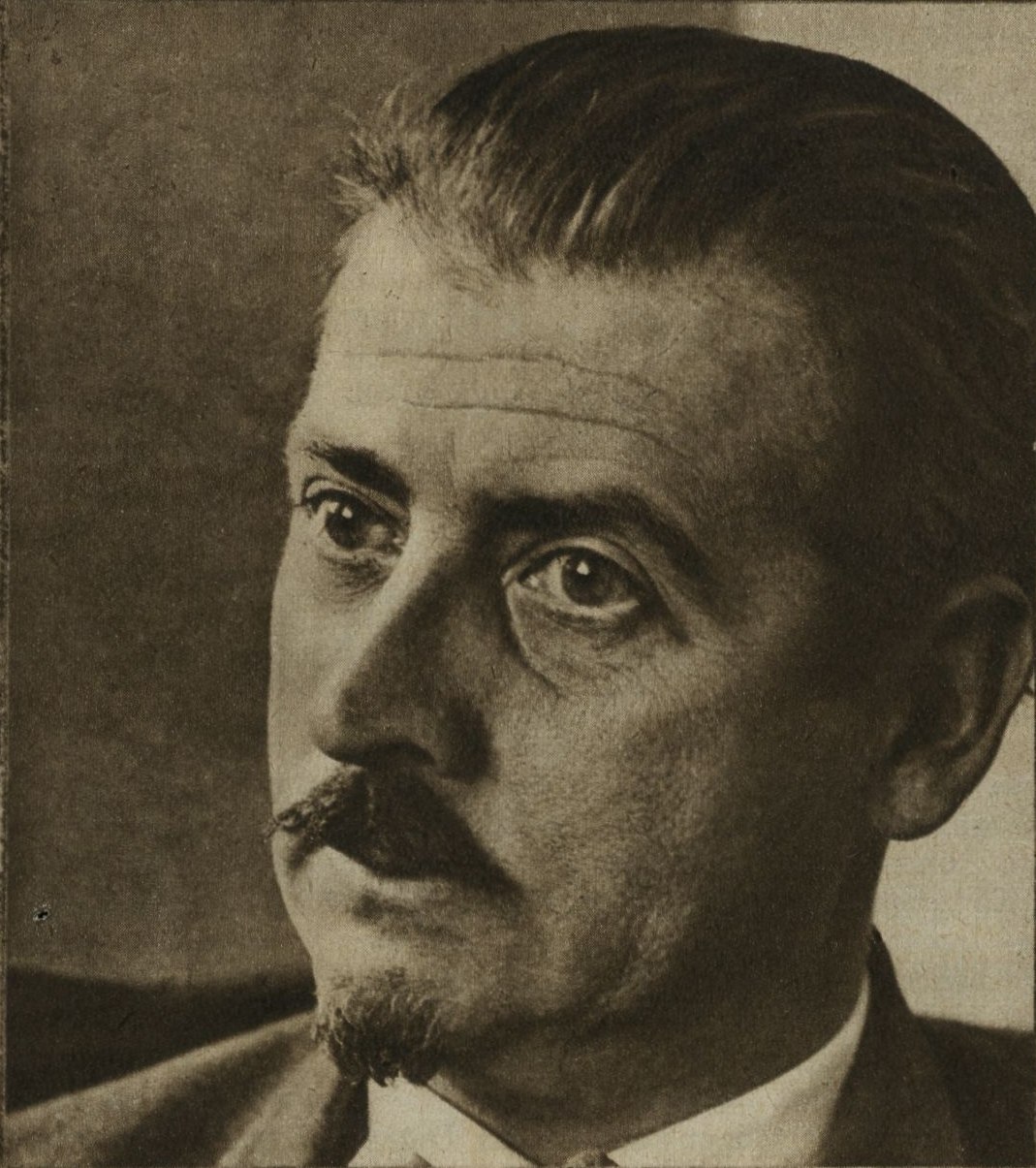
Albert Paris Gütersloh
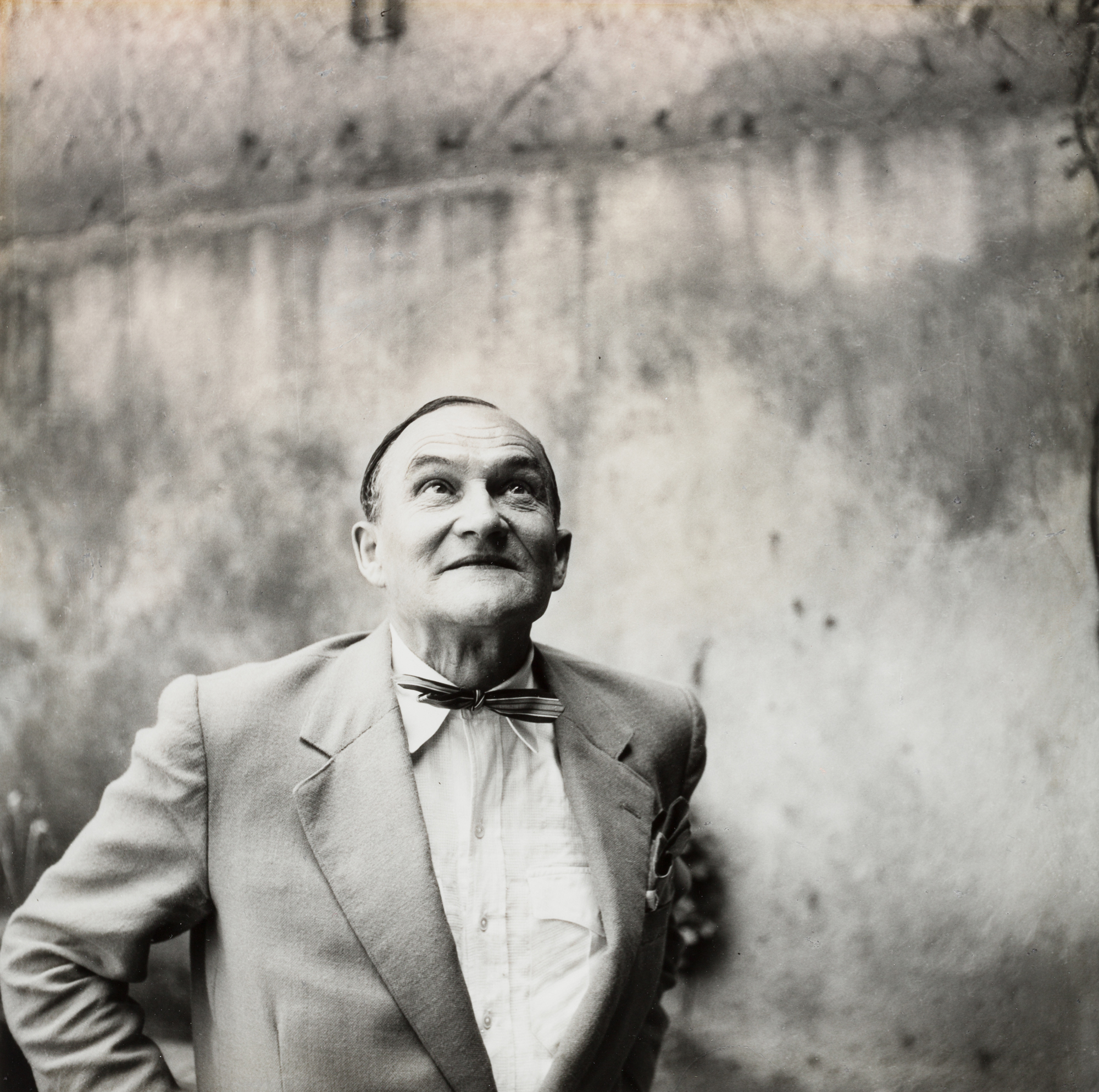
Heimito von Doderer
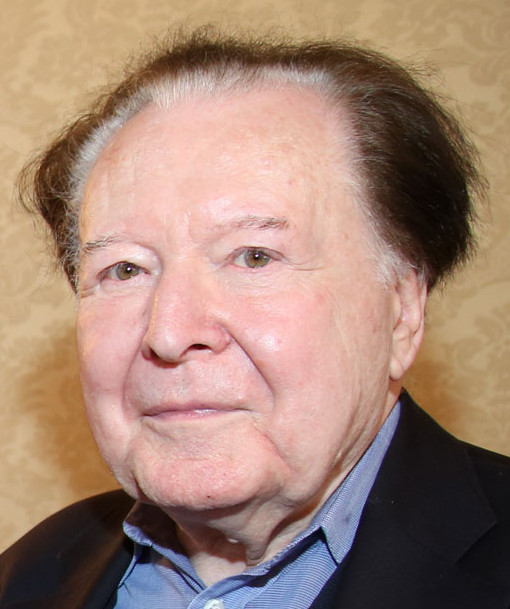
Gerhard Rühm
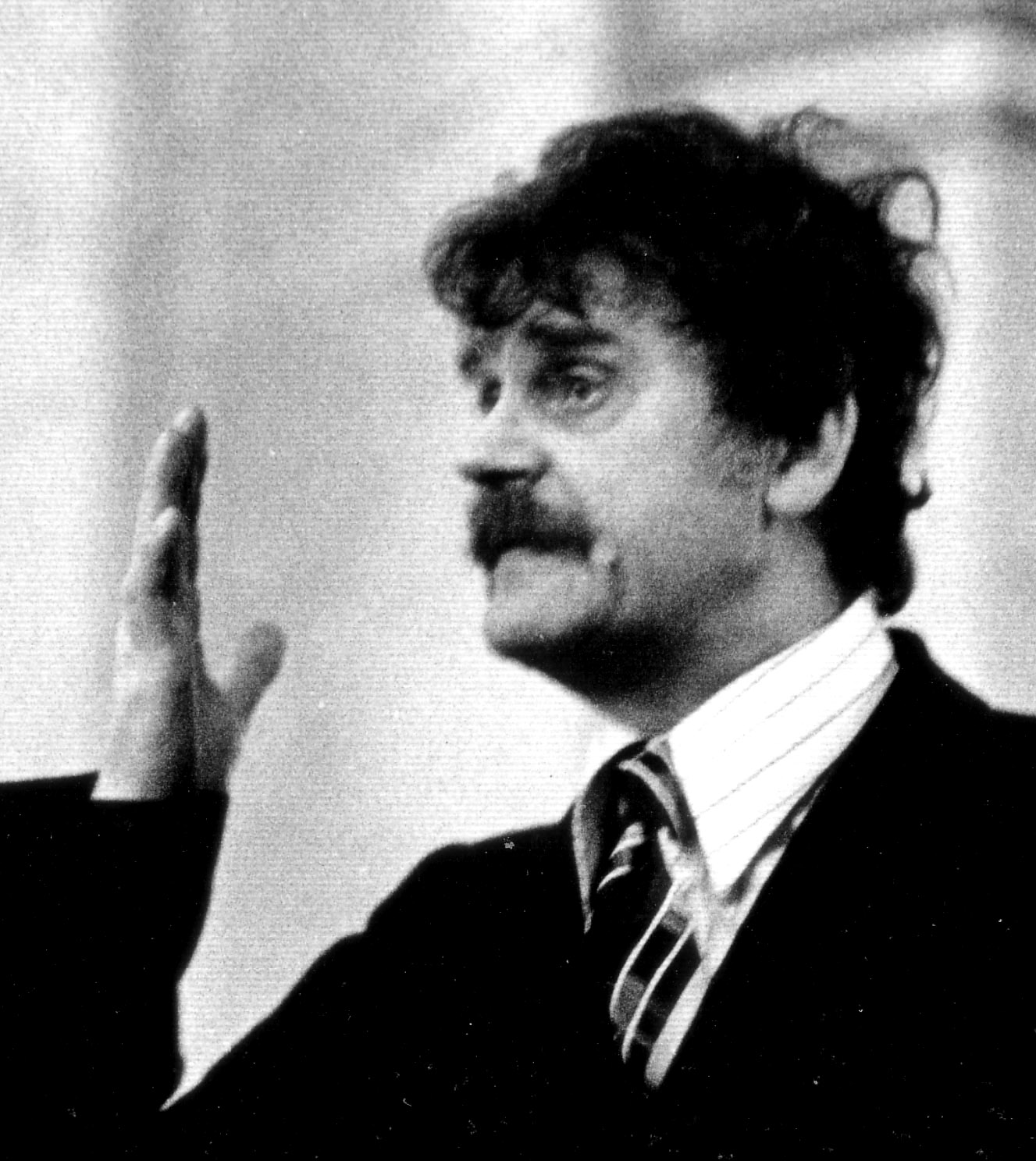
Hans Carl Artmann
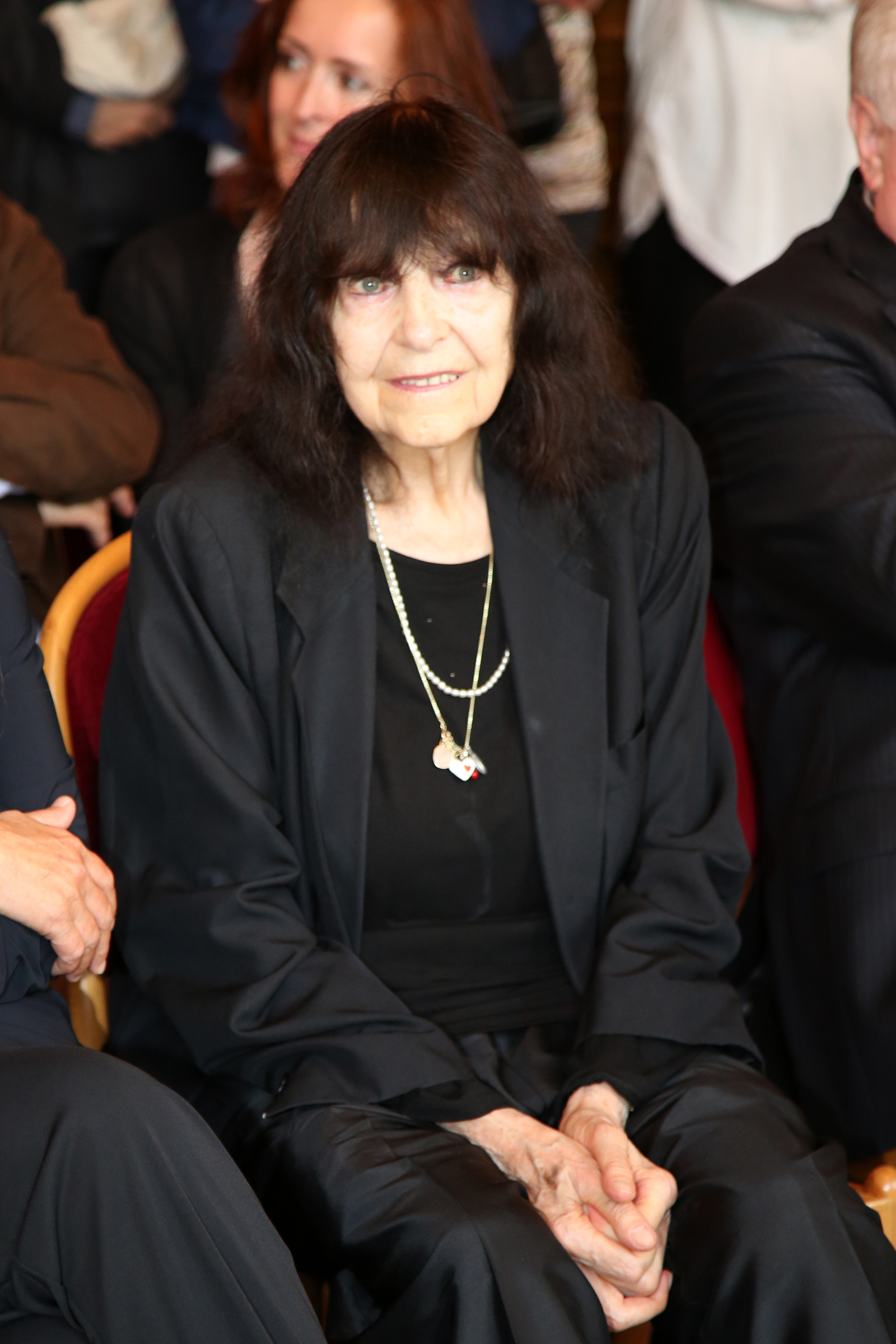
Friederike Mayröcker
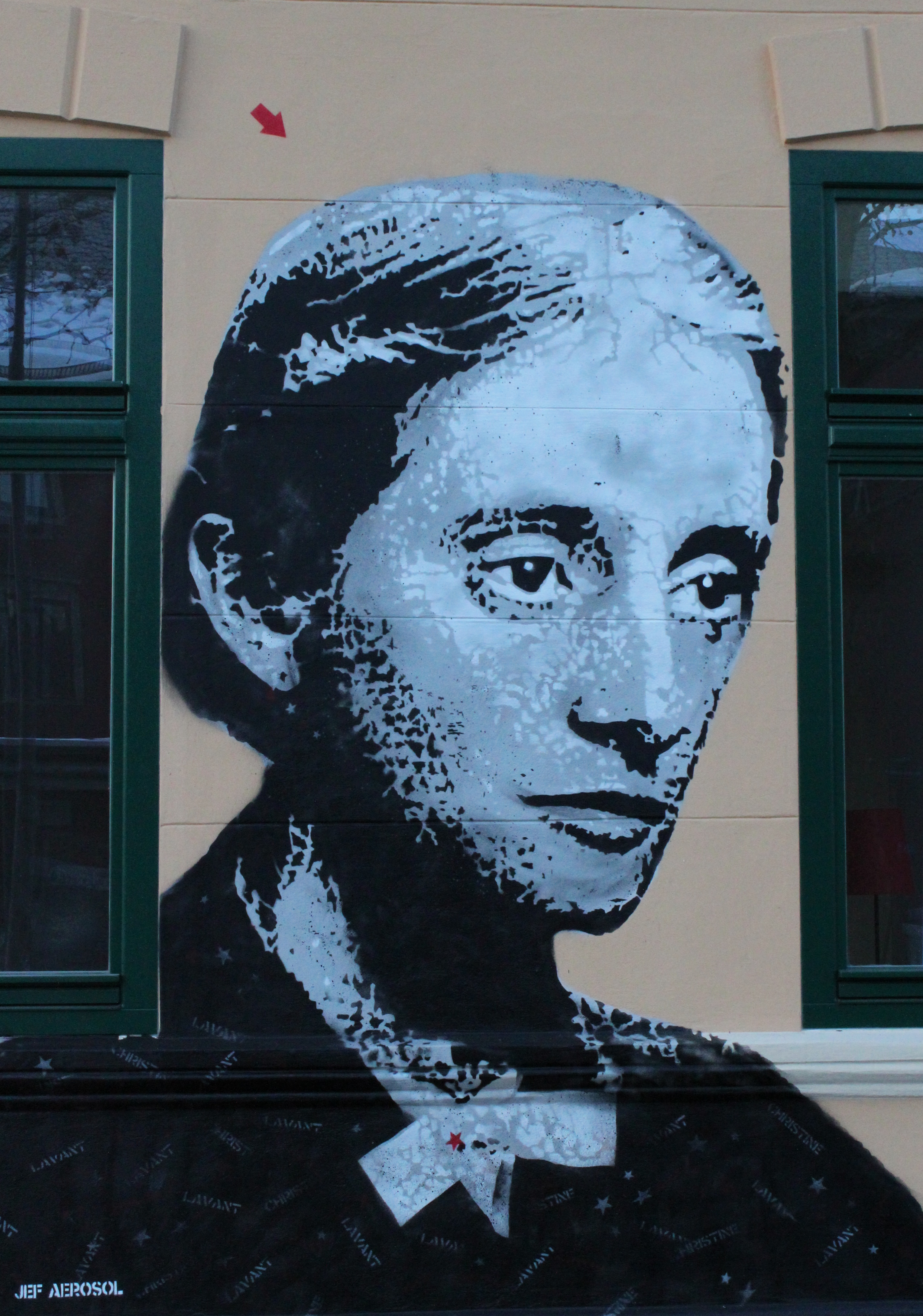
Christine Lavant

### Forum Stadtpark (Graz, 1959)
Le Forum Stadtpark a été fondé en 1959 à Graz et regroupe des artistes et des scientifiques.
Les fondateurs de ce mouvement artistico-culturel sont Othmar Carli, Gustav Zankl, Siegfried Neuburg et Günter Waldorf, qui utilisèrent le jardin public de Graz (Grazer Stadtpark) comme lieu d'exposition.
Le service littéraire du forum (Alfred Kolleritsch et Günter Waldorf) édita à partir des années 1960 un magazine pour la littérature et l'art nommé "Manuskripte" qui compte aujourd'hui plus de 180 numéros.
En 1998, un second magazine littéraire a été lancé "Schreibkraft".

#### Autres membres
- Wolfgang Bauer, auteur
- Barbara Frischmuth, auteur et traductrice
- Peter Handke, auteur et traducteur
- Alois Hergouth, poète
- Alfred Kolleritsch, auteur et poète
- Gerhard Roth, auteur
- Michael Scharang, auteur
- Hans Preiner, auteur, régisseur

### Grazer Gruppe (1959-)
La dénomination « Grazer Gruppe » est utilisée de façon informelle pour des auteurs gravitant autour du « Forum Stadtpark ».
En plus des personnages présents depuis le début du « Forum Stadtpark », sont venus s'adjoindre Helmut Eisendle, Reinhard P. Gruber, Bernhard Hüttenegger, Elfriede Jelinek, Gert Jonke, Gerhard Roth, Harald Sommer, Michael Scharang et Alfred Paul Schmidt.
Dans les années 1980 Lucas Cejpek, Günter Eichberger, Wolf-Dieter Eigner, Walter Grond, Werner Schwab et Franz Weinzettl.
Également font partie de cette constellation Franz Buchrieser, Ingram Hartinger, Alois Hergouth, Rose Nager, Peter Rosei et Peter Waterhouse.

### Les années 1960
La littérature autrichienne atteint un épanouissement dans les années 1960-1970 avec des auteurs comme Peter Handke (1942-), Ingeborg Bachmann (1926-1973), Thomas Bernhard (1931-1989) ou Elfriede Jelinek (1946-), qui changent le paysage littéraire.
D'autres auteurs qui ont également influencé la littérature autrichienne sont Othmar Peter Zier (de), Marlen Haushofer (1920-1970), Ilse Aichinger (1921-2016), Sabine Gruber (de) ou Ruth Aspöck.

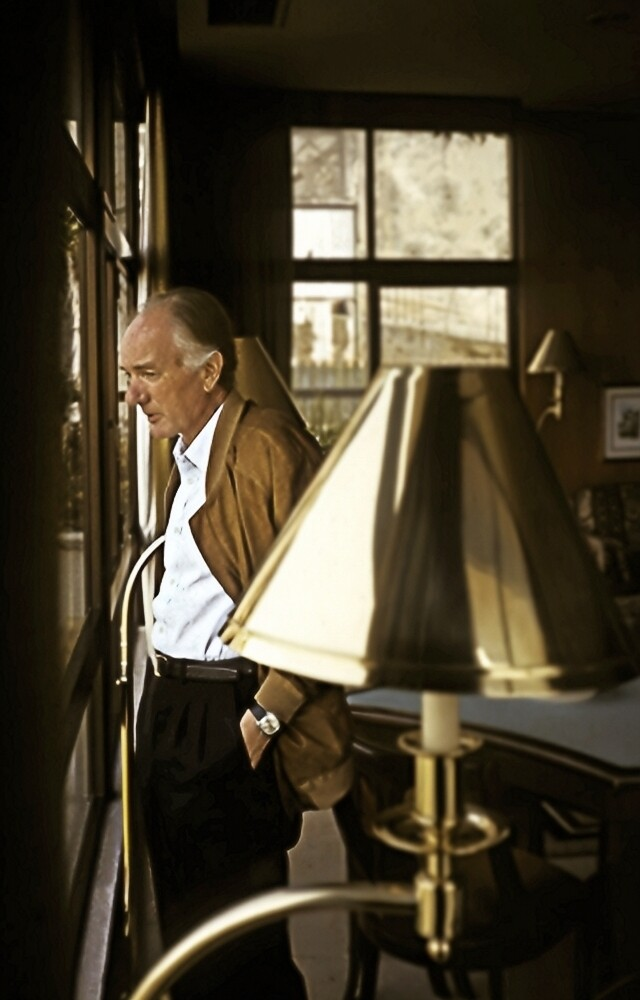
Thomas Bernhard
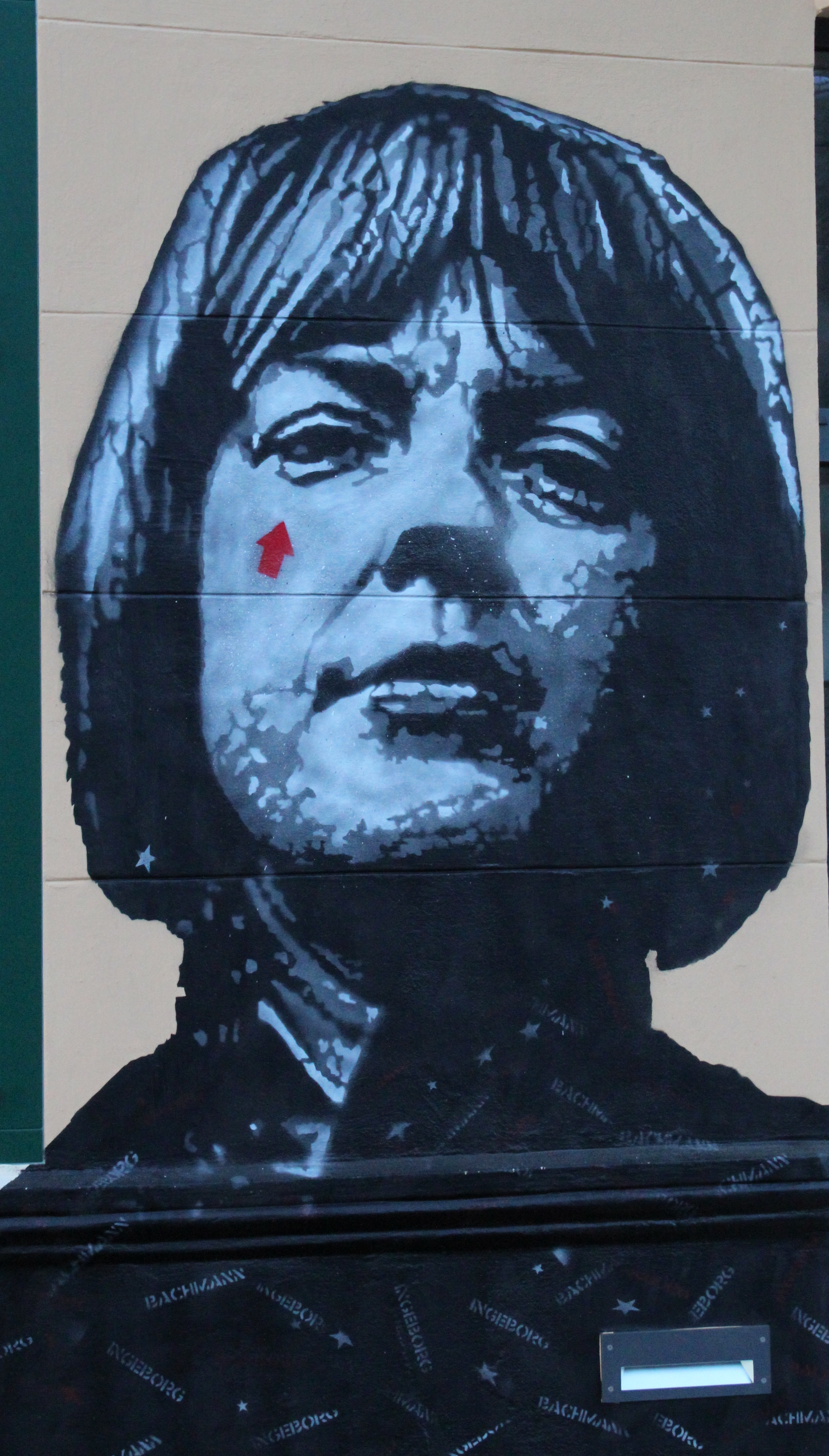
Ingeborg Bachmann

Barbara Frischmuth
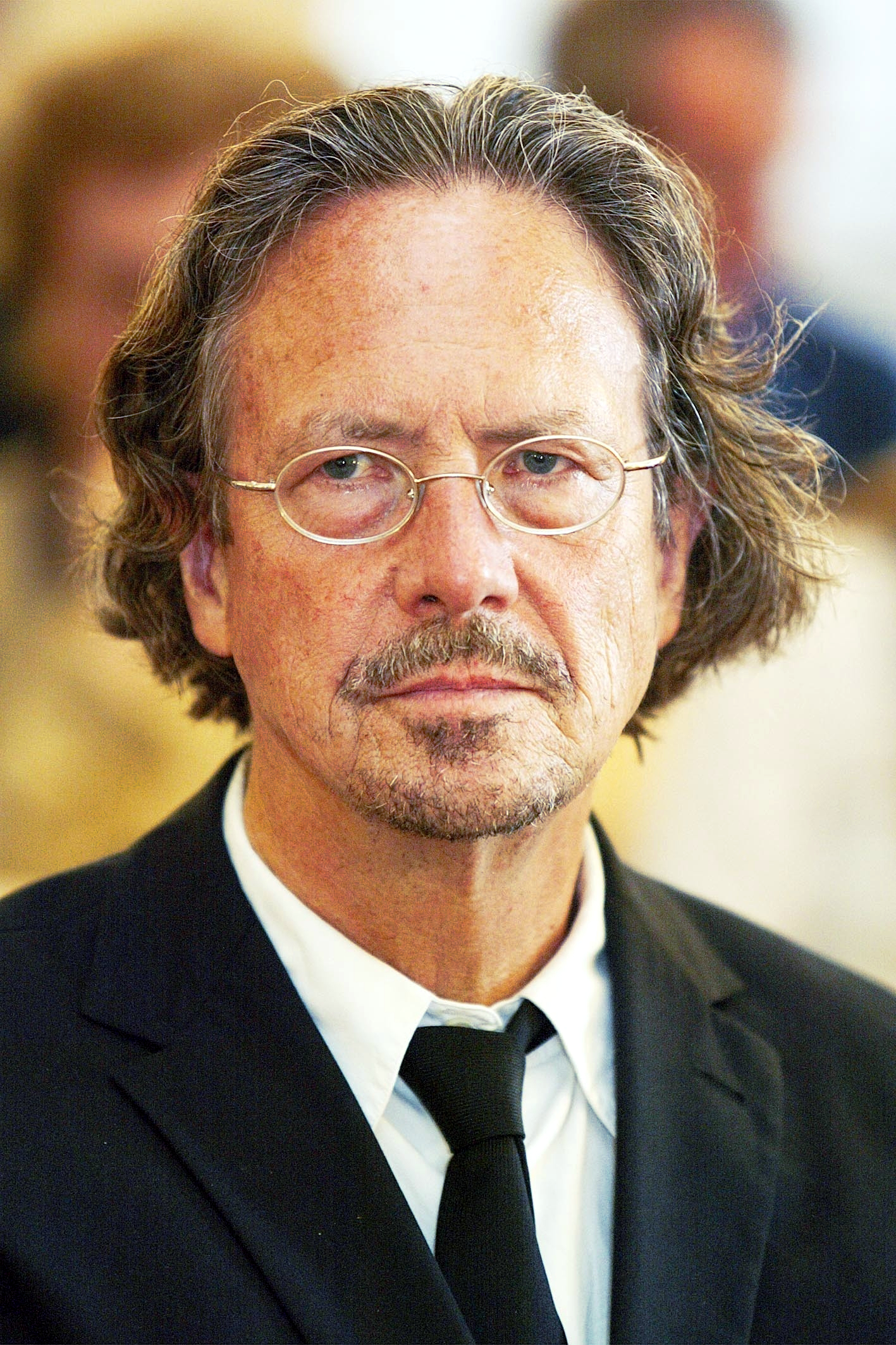
Peter Handke
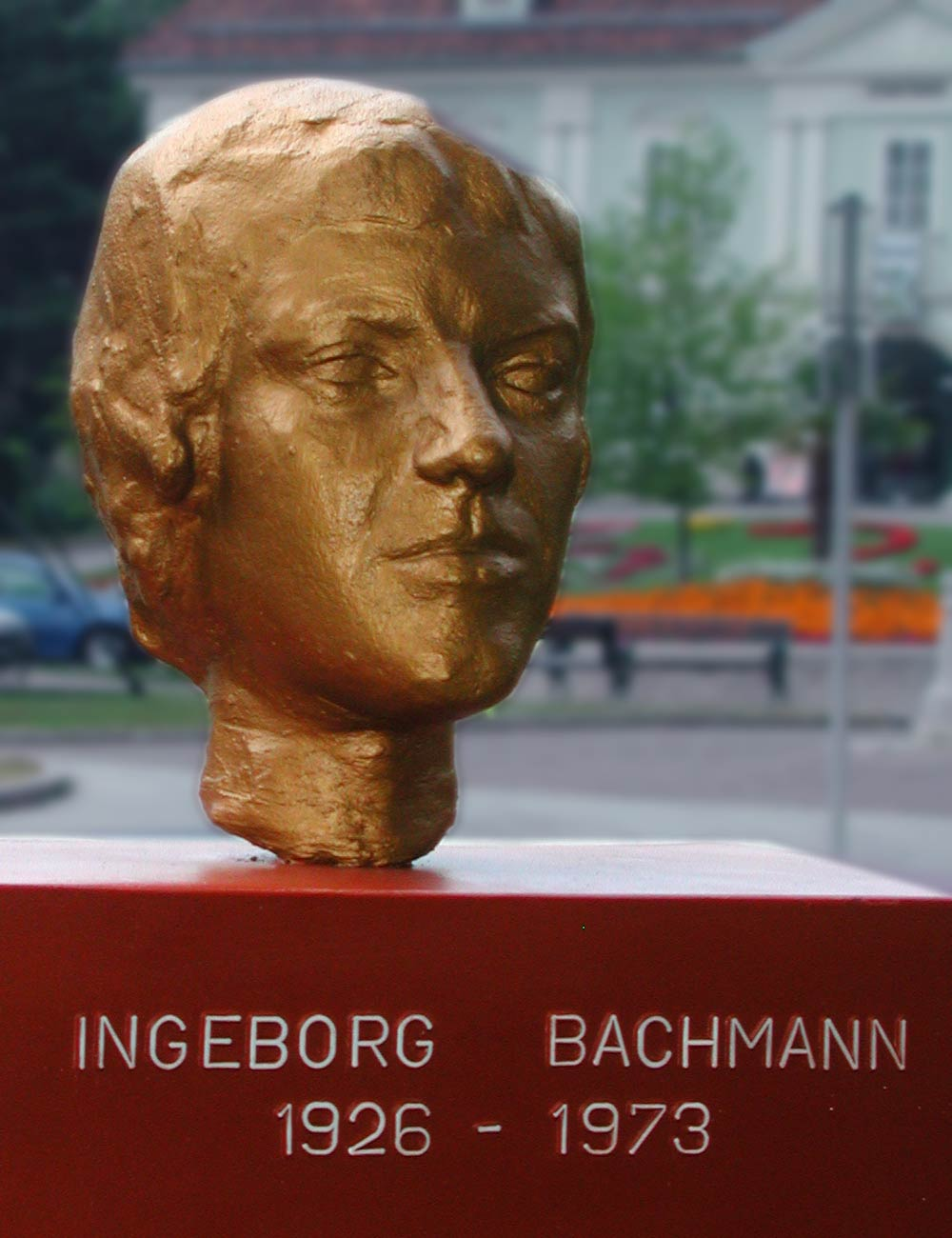
Marlen Haushofer
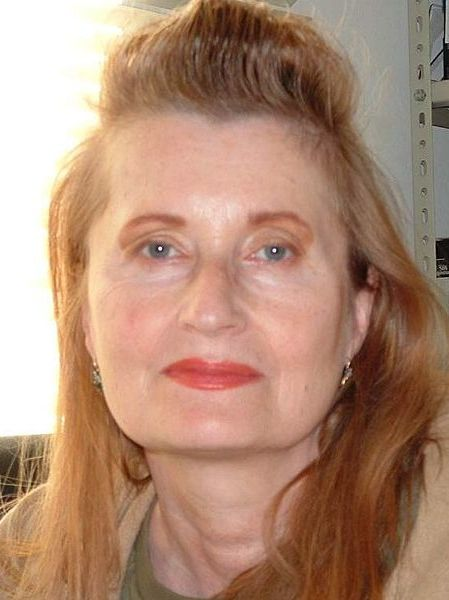
Elfriede Jelinek (2004)
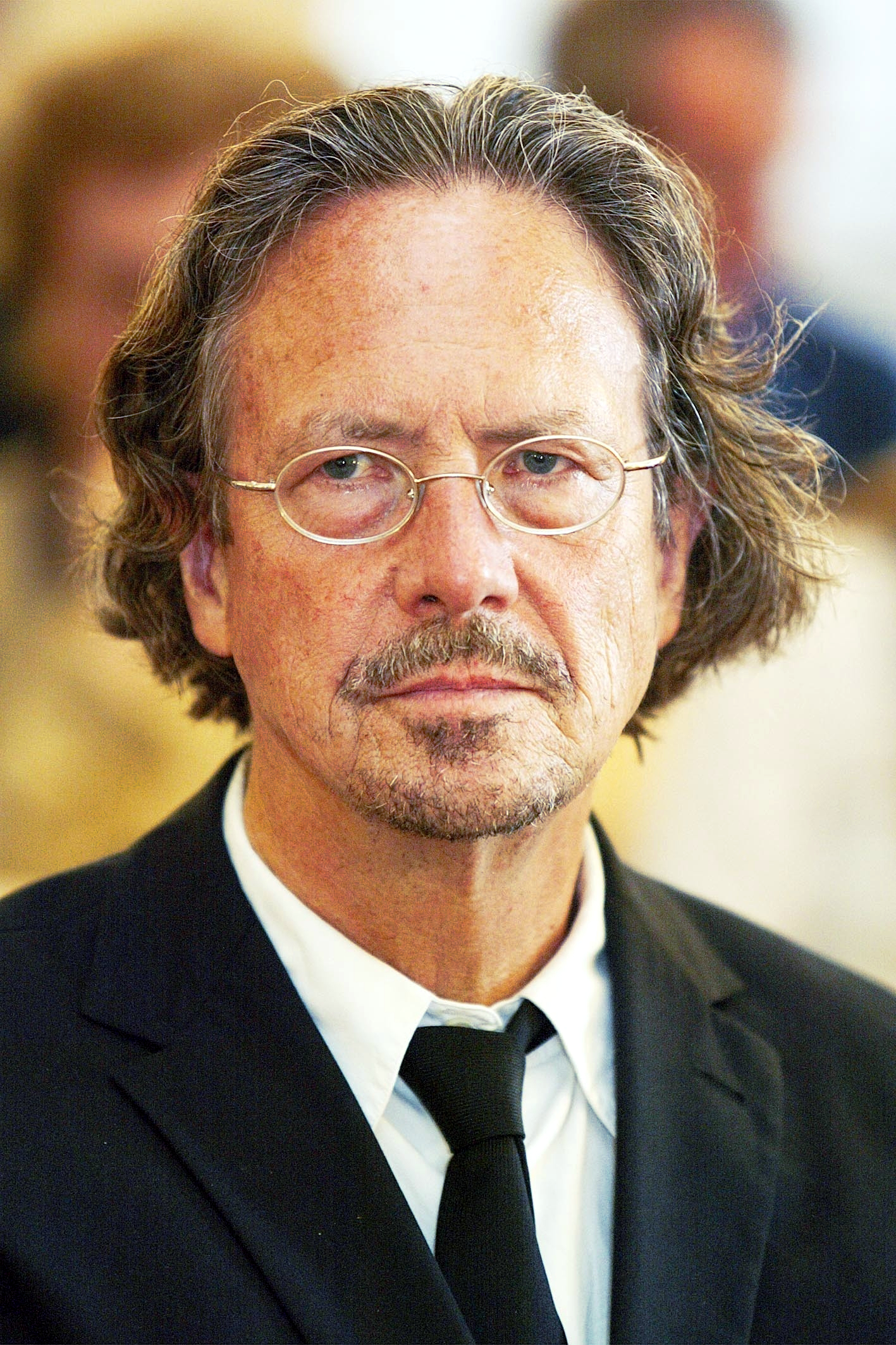
Peter Handke
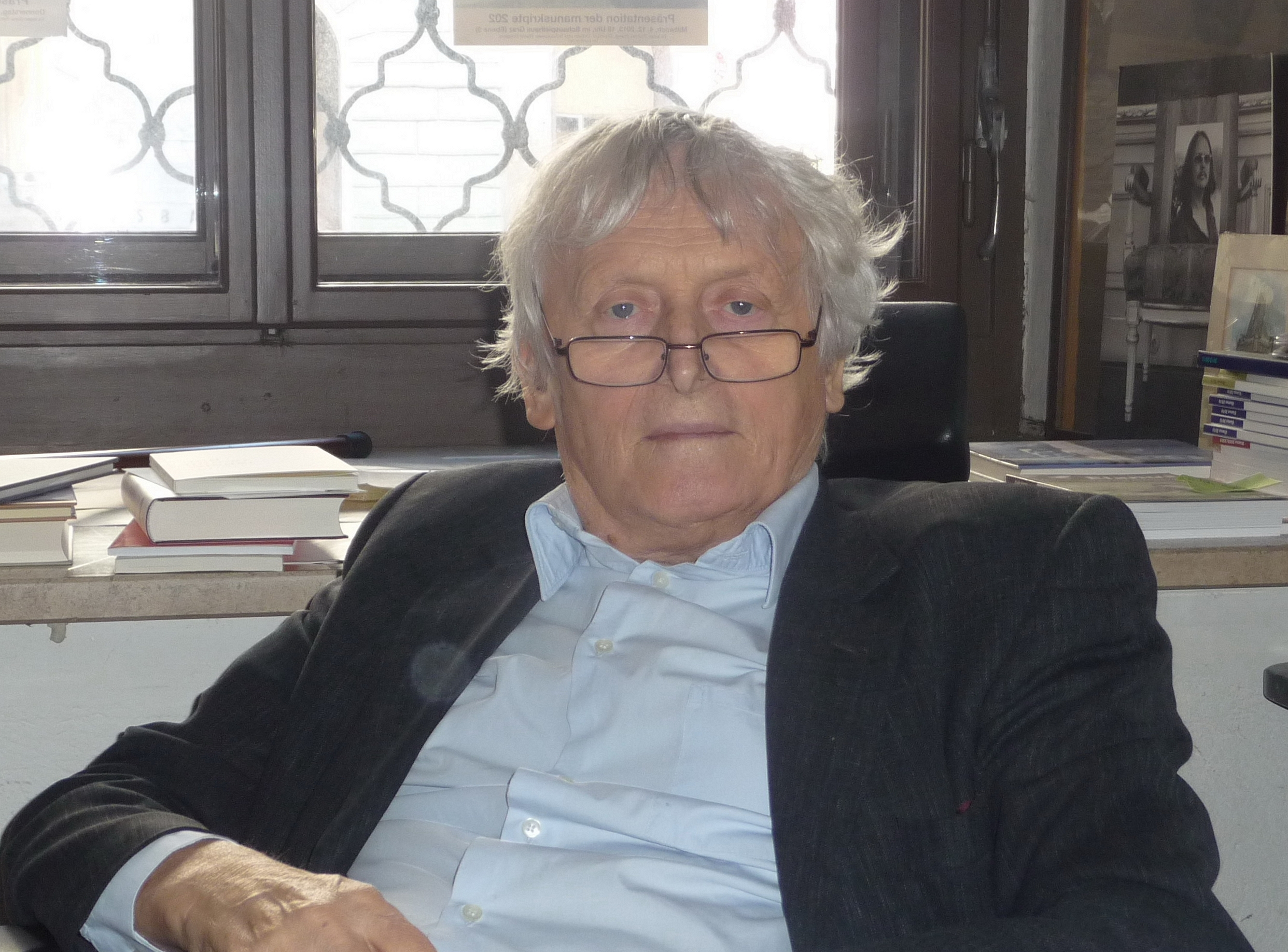
Alfred Kolleritsch
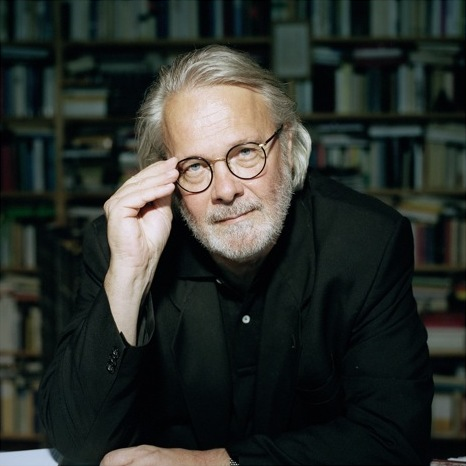
Gerhard Roth
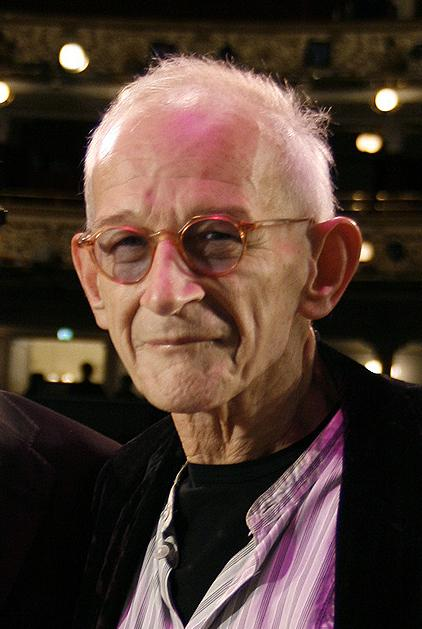
Gert Jonke
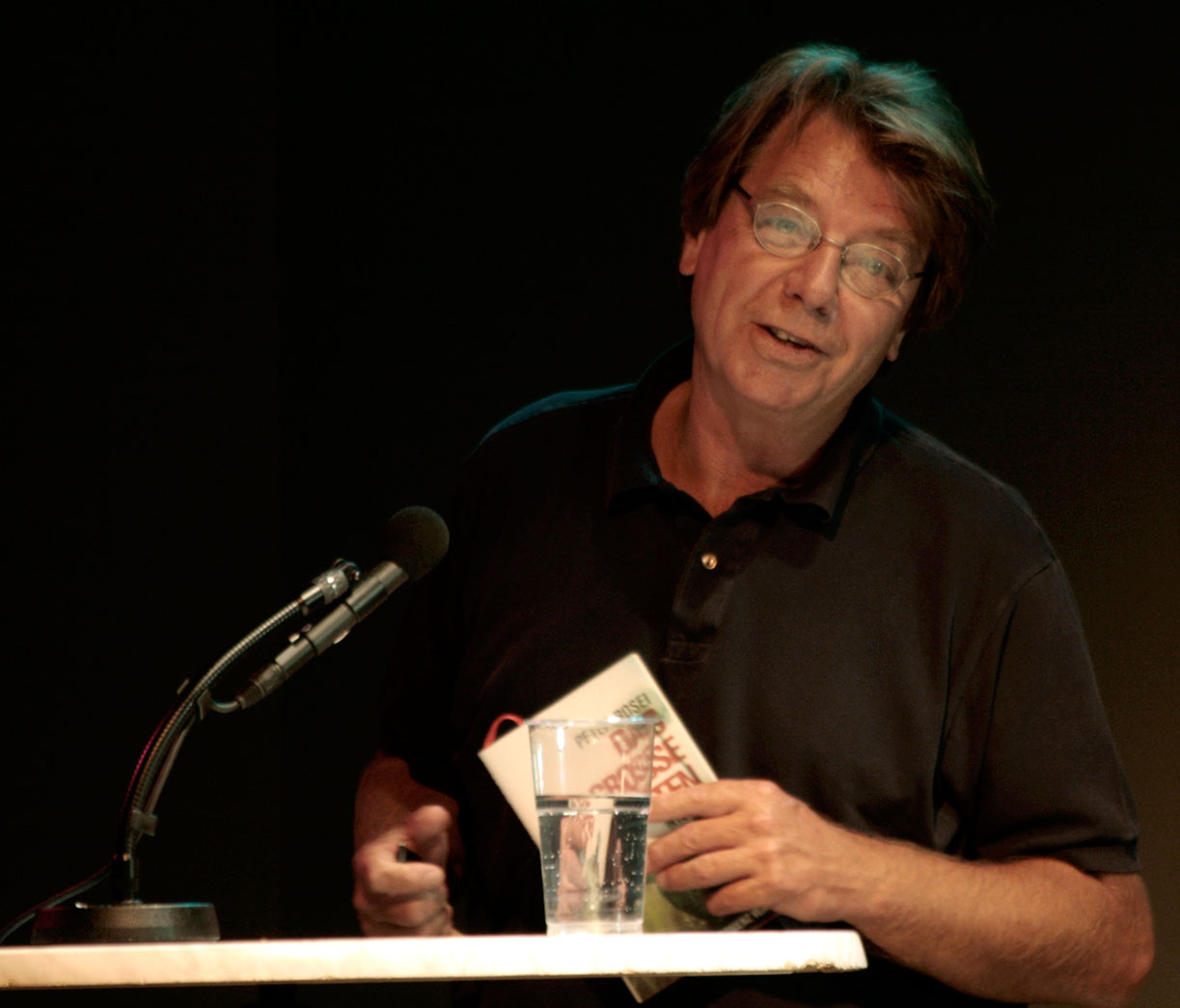
Peter Rosei
Peter Waterhouse

- Marlen Haushofer
- Elfriede Jelinek (2004)

### Autres auteurs contemporains
- Franz Innerhofer (1944-2002), Werner Kofler (1947)
- Robert Menasse (1954-), Christoph Ransmayr (1954-), Josef Winkler (1953-),
- Klaus Ebner (1964-), Pascale Ehrenfreund (1960-), Olga Flor, Franzobel (1967-), Karin Gayer (1969-), Wolf Haas (1960-), Maja Haderlap (1961-), Klaus Händl (1969-), Vladimir Vertlib (1966-), Norbert Gstrein (1961-)
- Constantin Göttfert (1979-), Johannes Grenzfurthner (1975-), Michael Stavarič (1972-),
- Milena Michiko Flašar (1980-), Reinhard Kaiser-Mühlecker (1982-), Ferdinand Schmalz (1985-),
- Armen Avanessian, Xaver Bayer, Zelenka Becker, Melitta Breznik, Adelheid Dahimène,Markus Gasser,
- Josef Haslinger, Martin Horváth, Ludwig Laher, Melamar, Juliana Neuhuber, Thomas Pollan
- Doron Rabinovici, Klaus T. Steindl, Linda Stift
- Christian Wehrschütz, Anna Weidenholzer, Christine Werner, Peter Paul Wiplinger

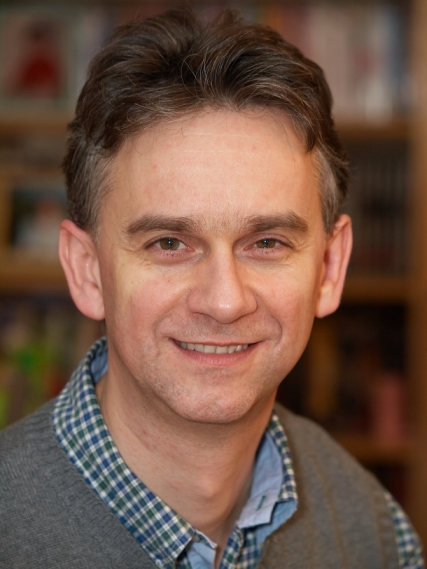
Klaus Ebner
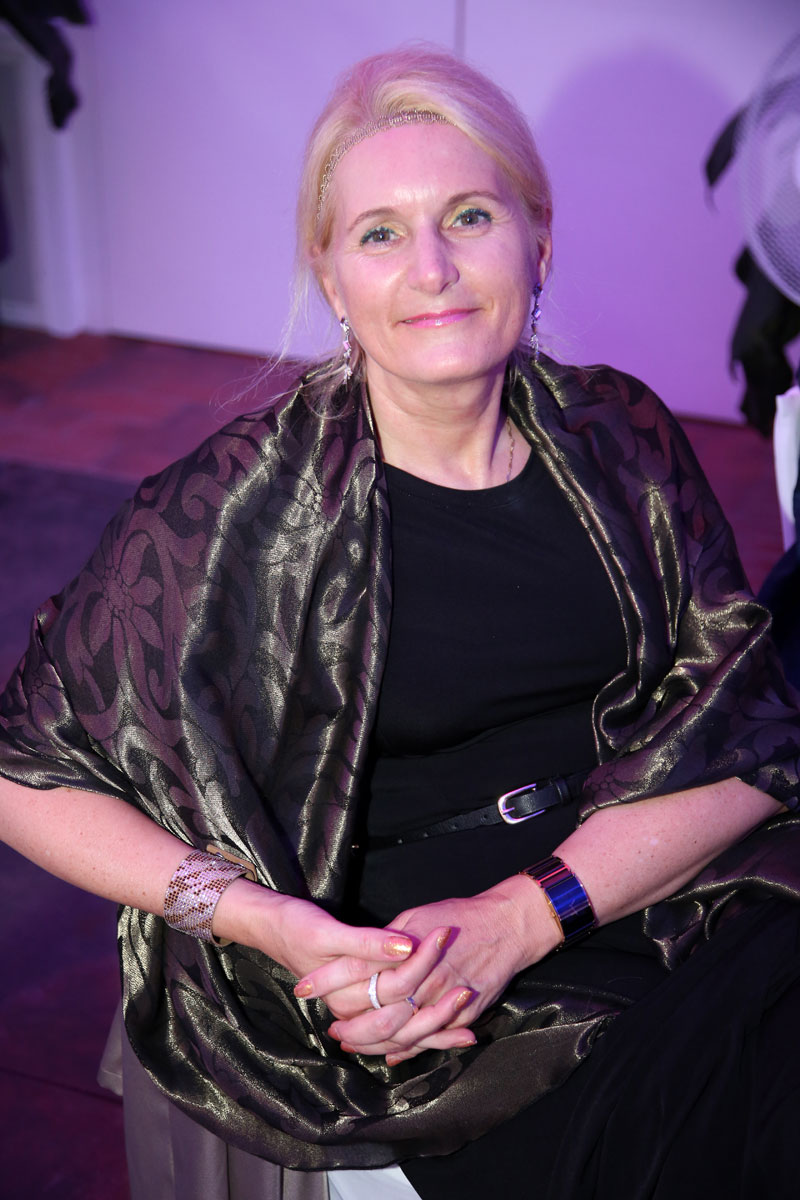
Pascale Ehrenfreund
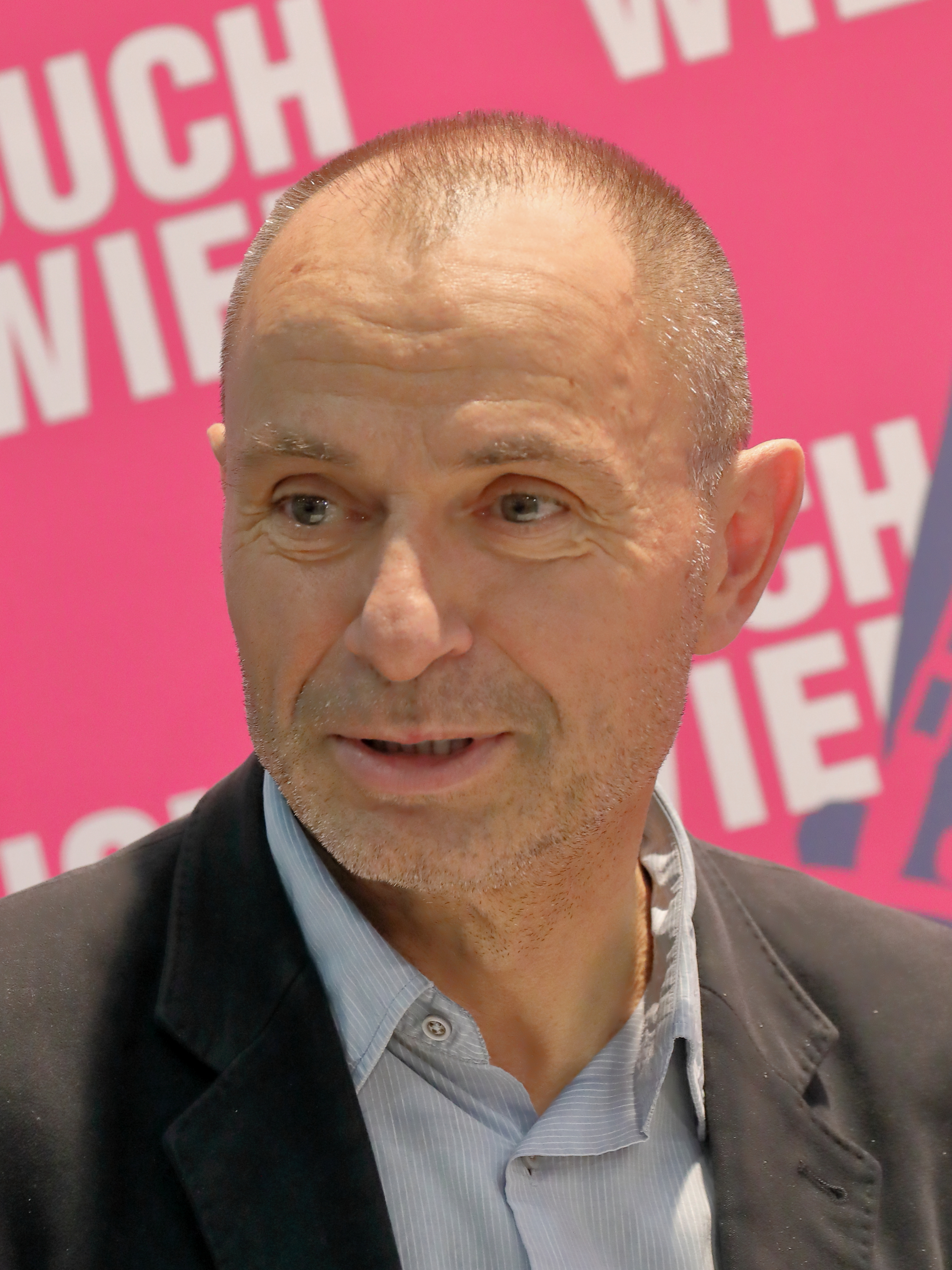
Norbert Gstrein (2019)
Milena Michiko Flašar
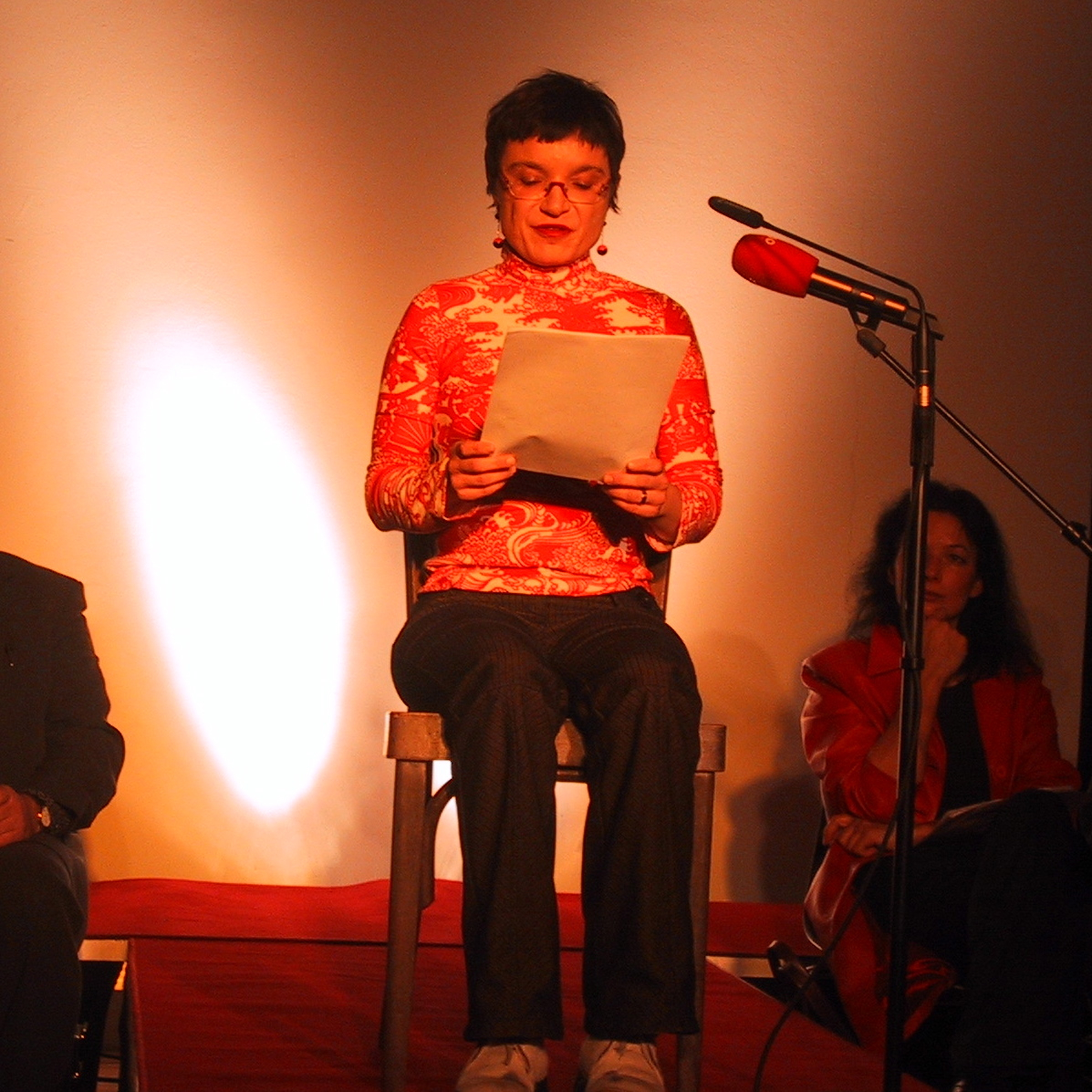
Olga Flor
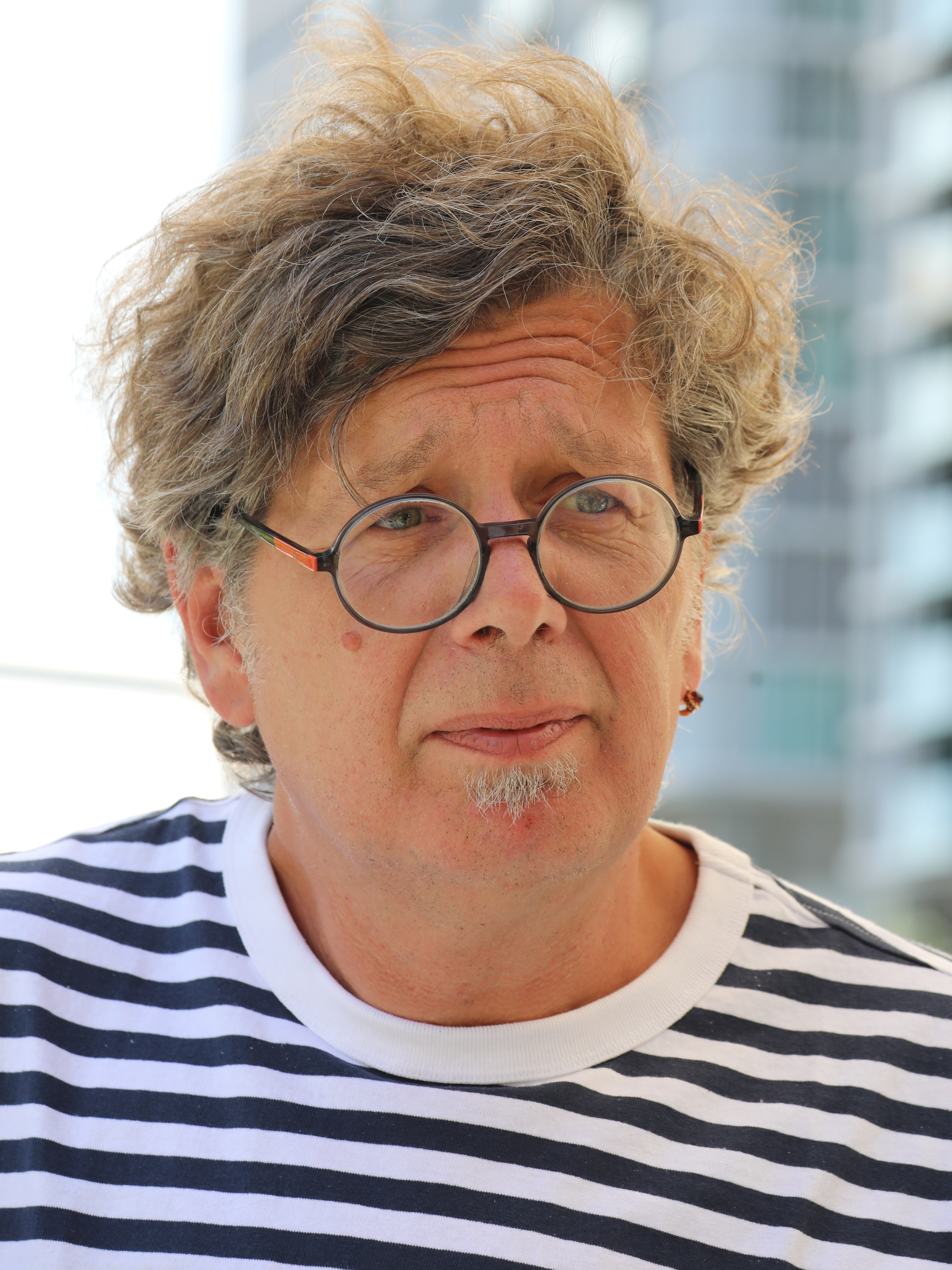
Franzobel
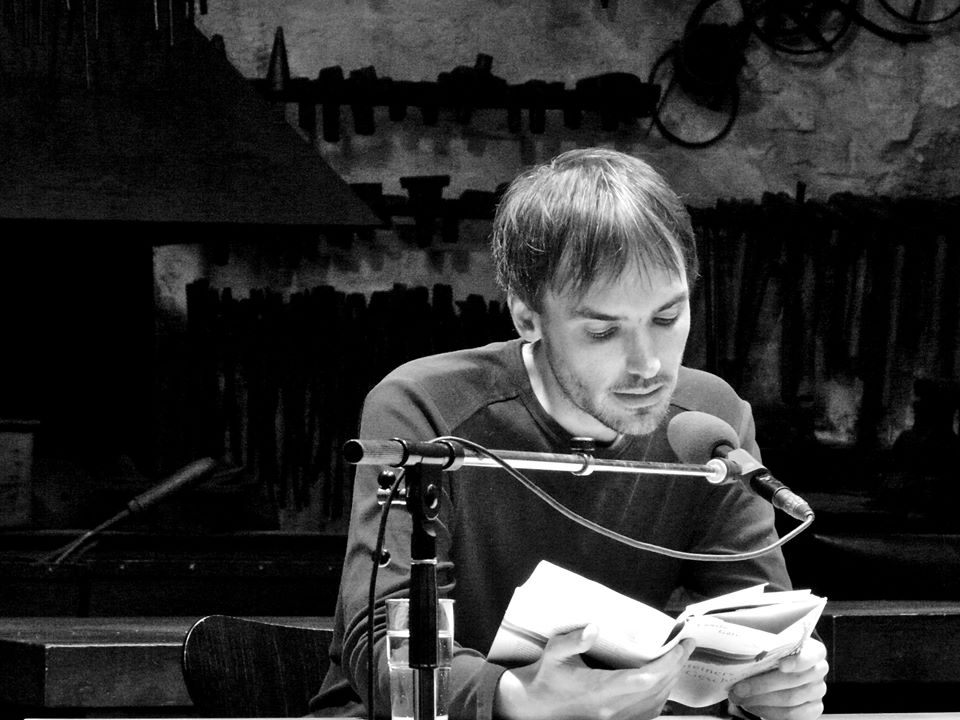
Constantin Göttfert
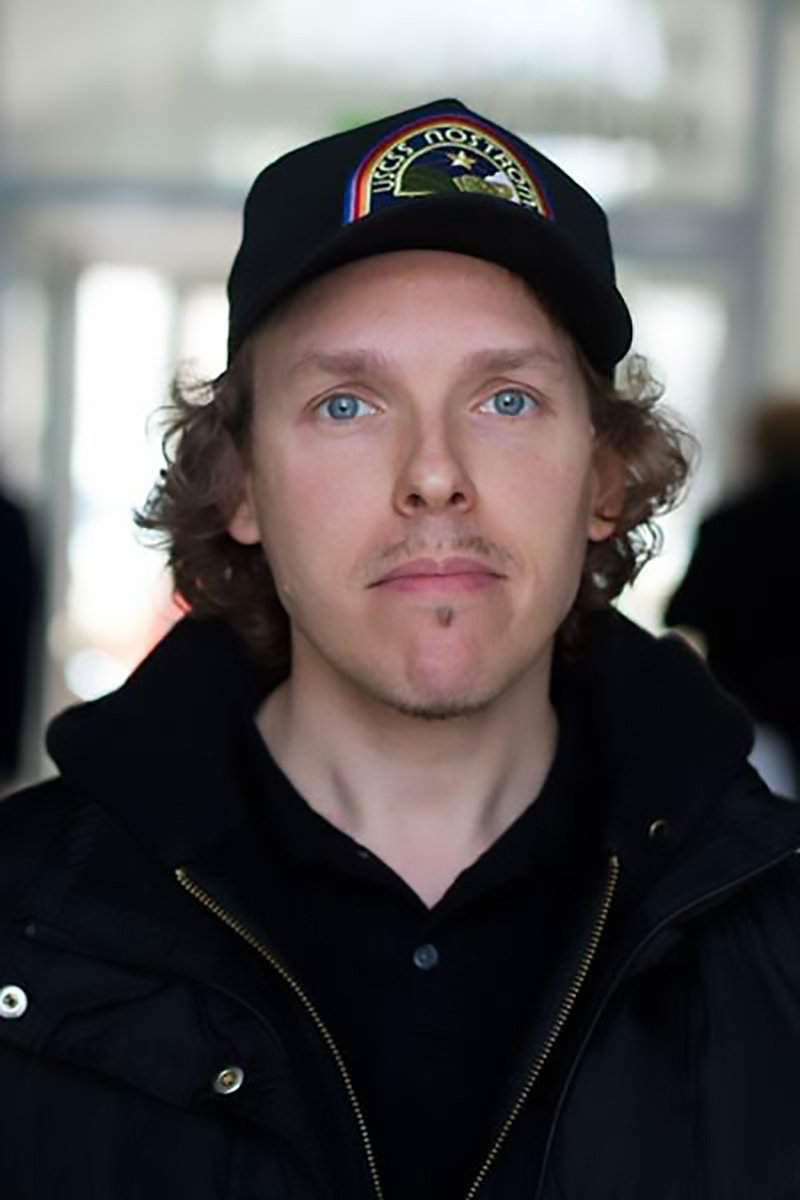
Johannes Grenzfurthner
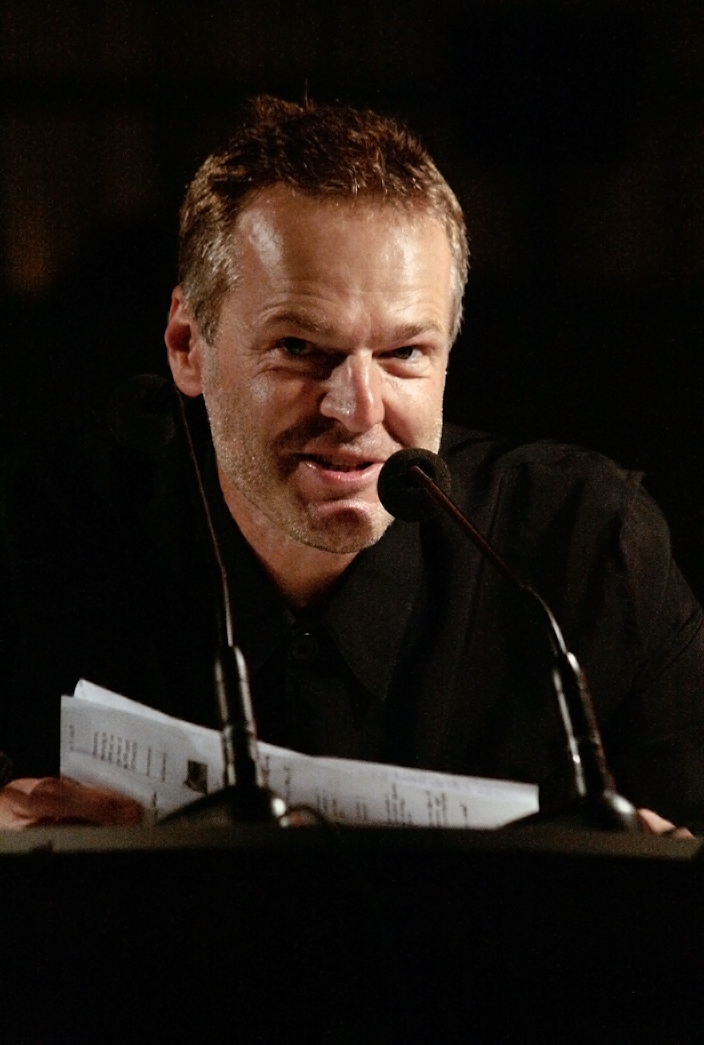
Wolf Haas
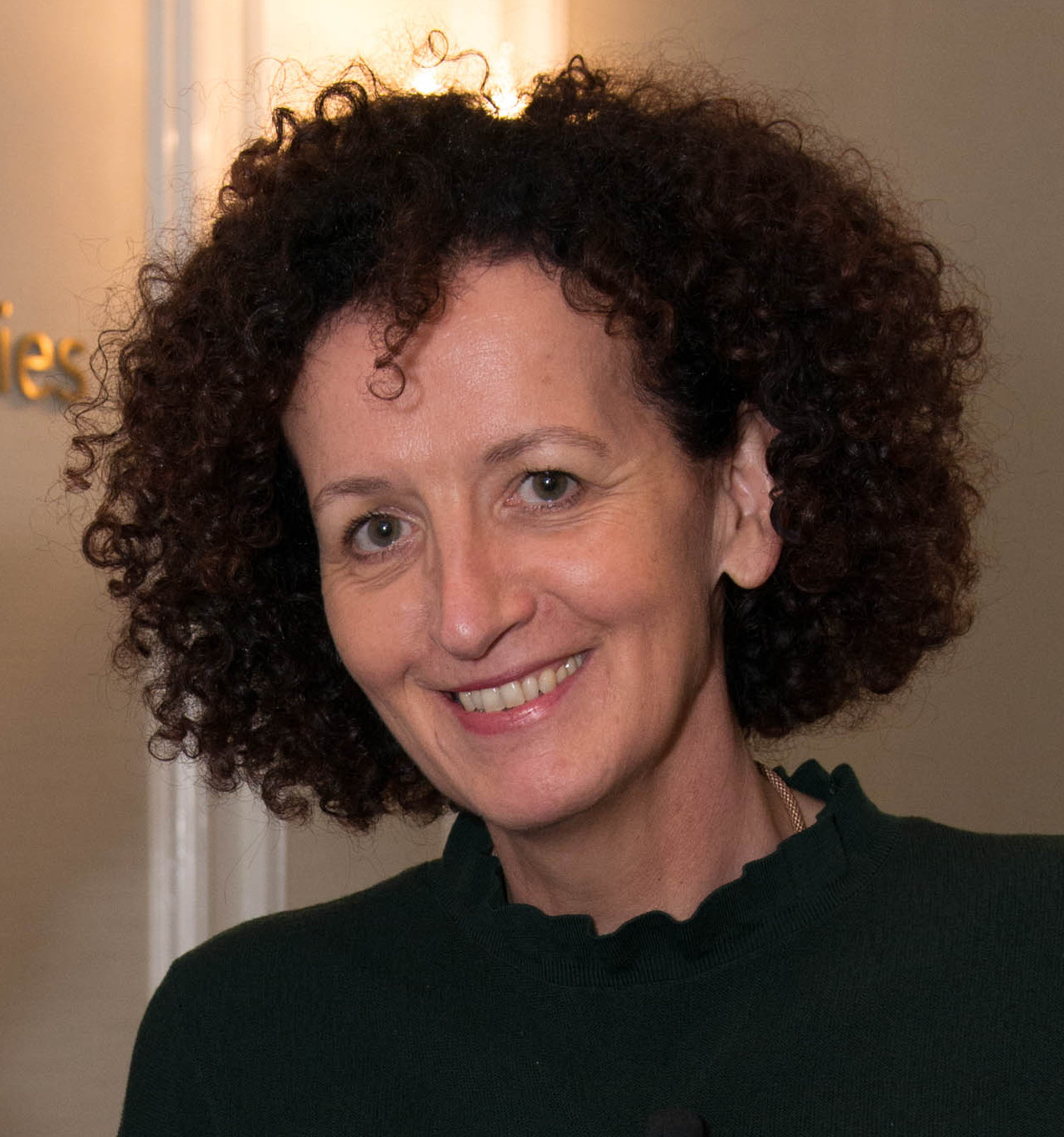
Maja Haderlap
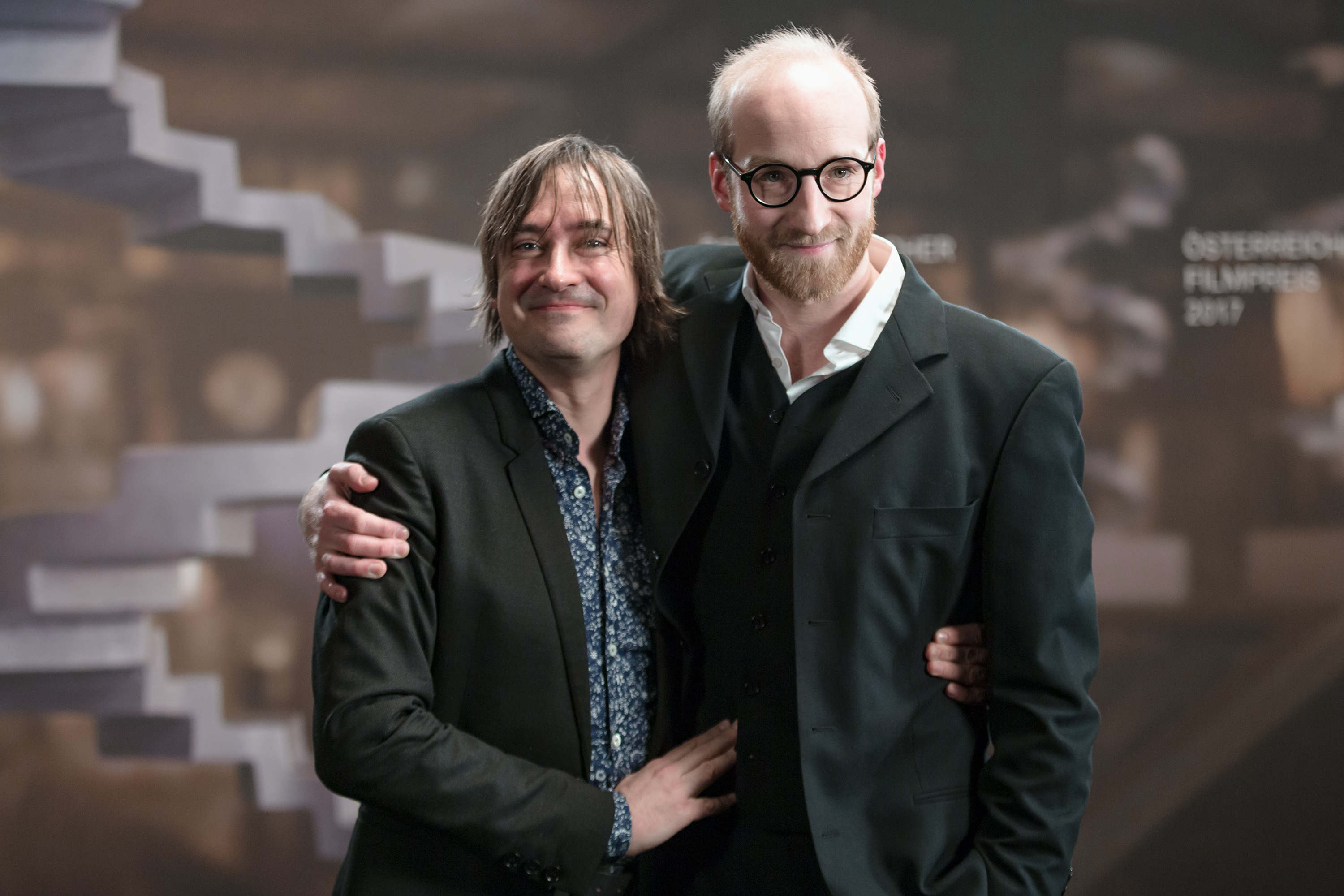
Klaus Händl
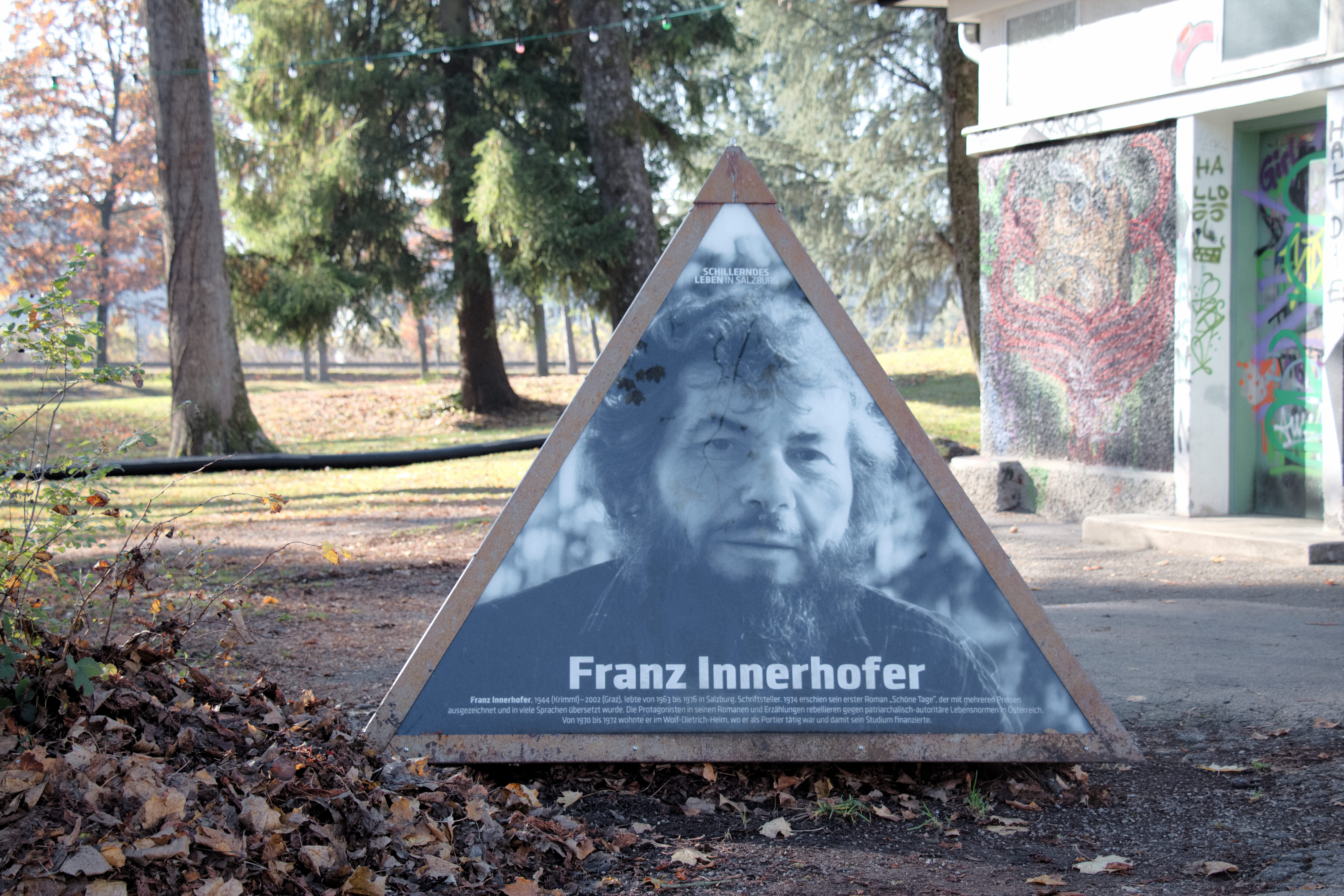
Franz Innerhofer
Reinhard Kaiser-Mühlecker
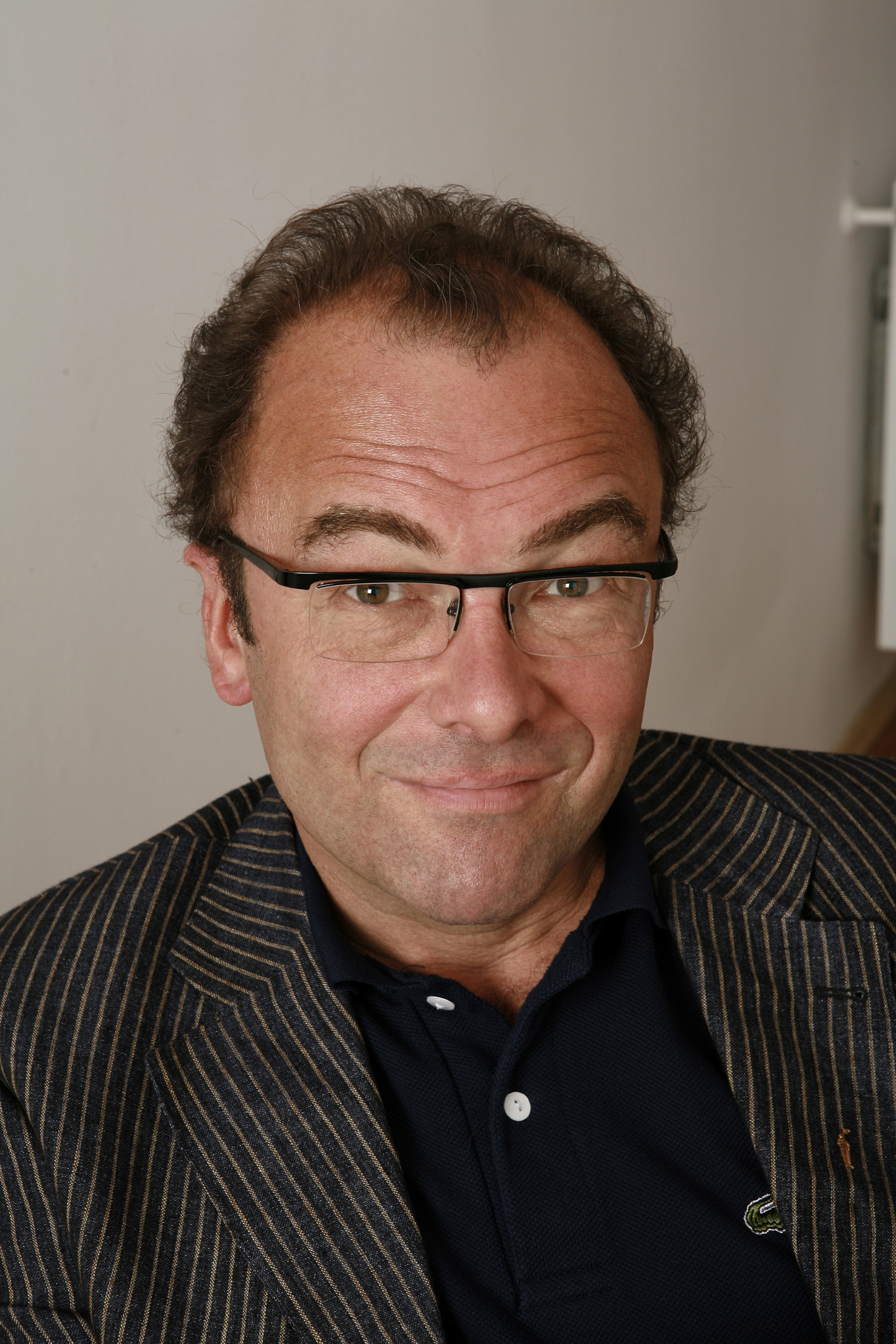
Robert Menasse
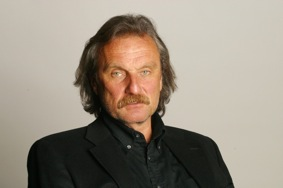
Christoph Ransmayr
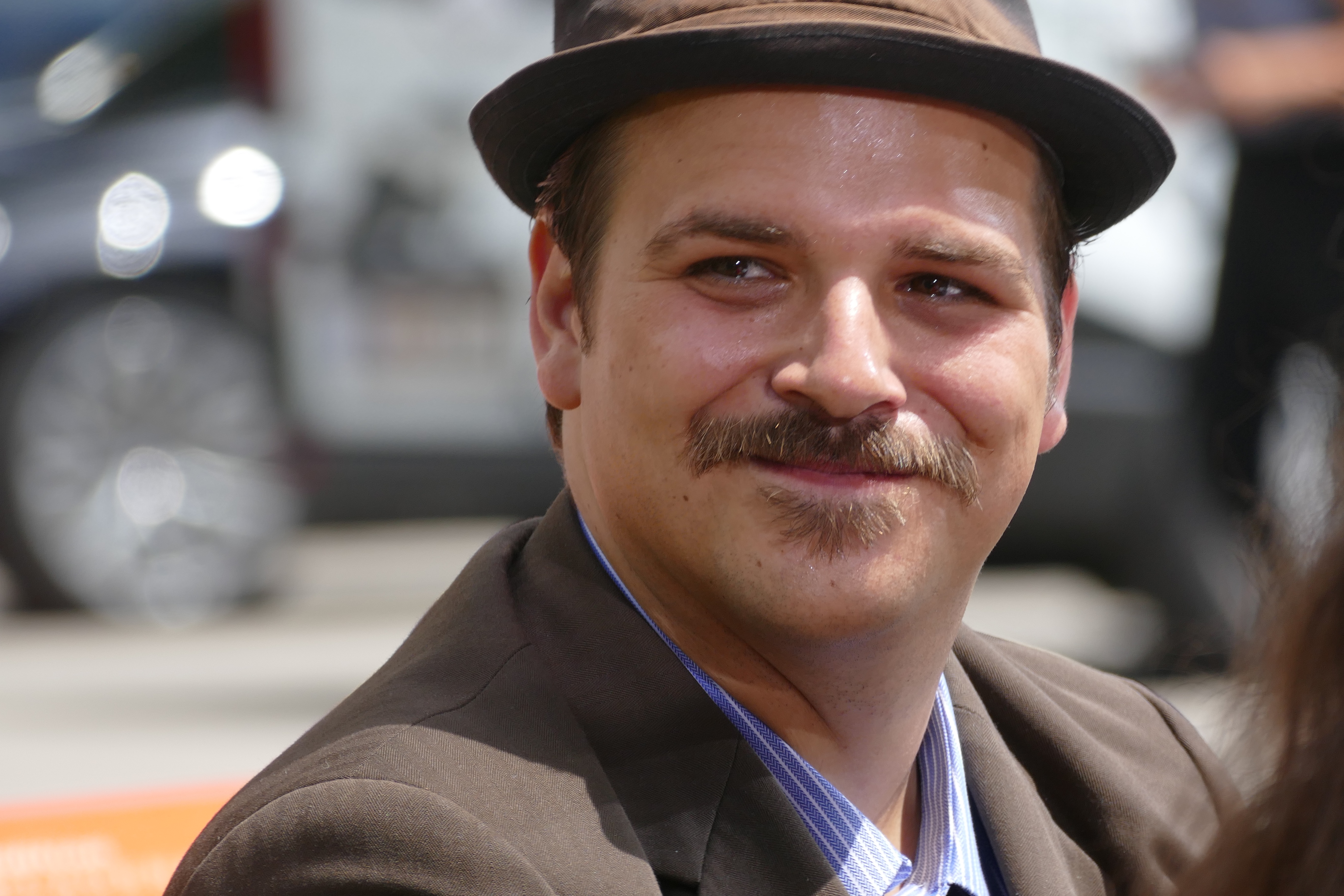
Ferdinand Schmalz
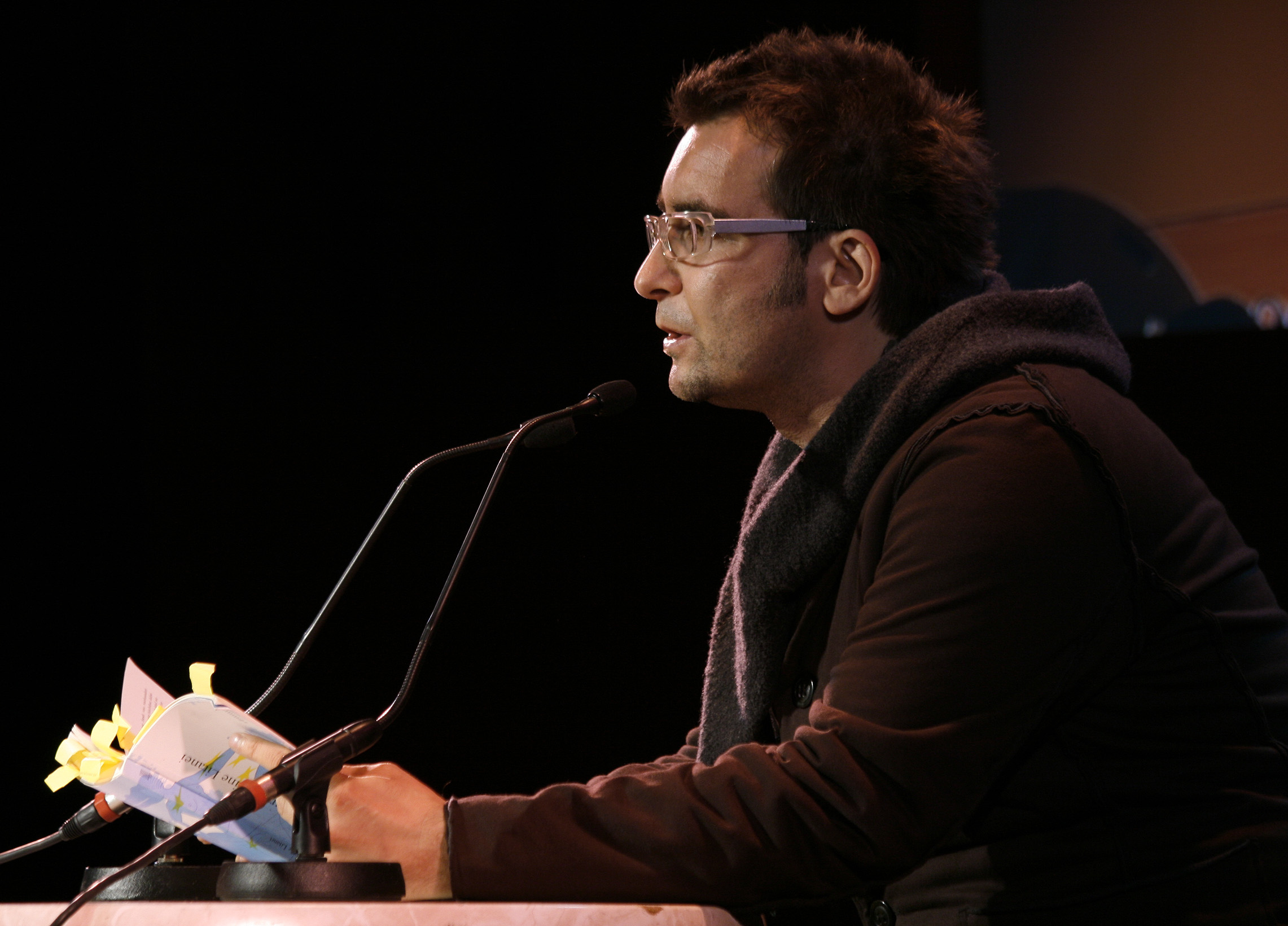
Michael Stavarič
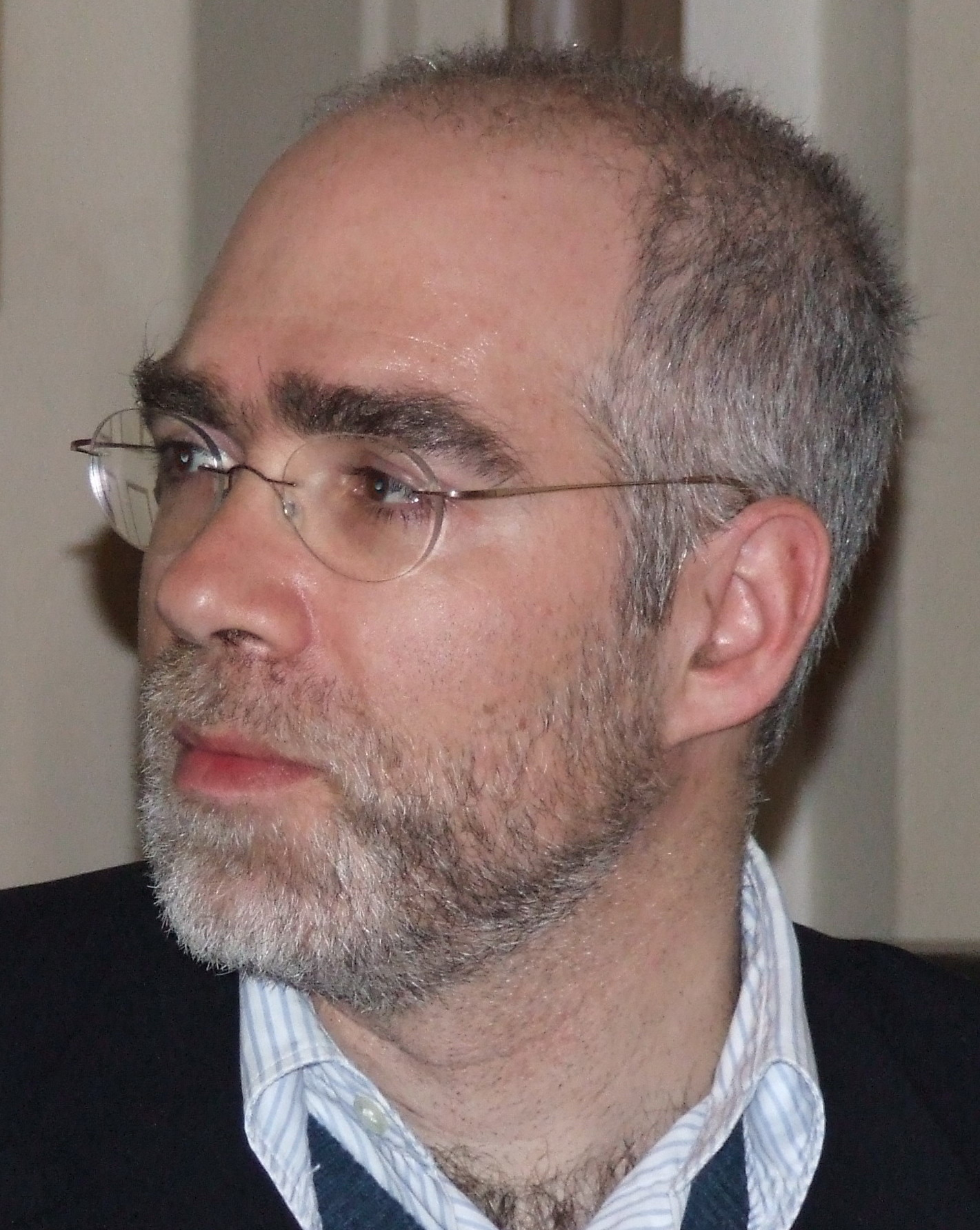
Vladimir Vertlib
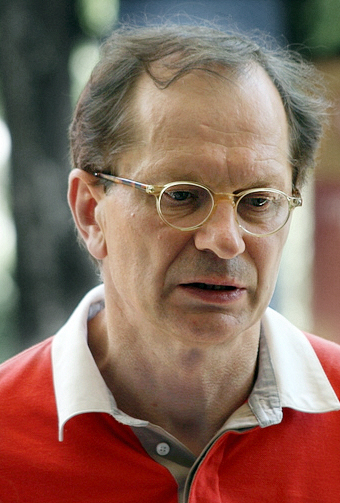
Josef Winkler

## Institutions
- Festivals littéraires en Autriche (de)
- Maisons d'édition autrichiennes
- Revues littéraires autrichiennes (de)
- Archives littéraires autrichiennes
- Österreichischer Schriftstellerverband
- Bibliothèques d'Autriche à l'étranger (de)

### Prix littéraires autrichiens
- Prix littéraires en Autriche, Liste des prix littéraires autrichiens (de)

- Alexander-Sacher-Masoch-Preis (depuis 1994)
- Alfred-Gesswein-Literaturpreis (1993-2009)
- Prix Anton-Wildgans (depuis 1962)
- Prix Arthur-Schnitzler (depuis 2002)
- Prix Bauernfeld
- Prix Buch (depuis 1999)
- DIXI Kinderliteraturpreis
- prix Erich-Fried (Erich-Fried-Preis) (depuis 1990)
- Ernst-Jandl-Preis (depuis 2001)
- Federhasenpreis (depuis 1996)
- Feldkircher Lyrikpreis
- Prix Franz-Kafka (depuis 1979)
- Prix Franz-Nabl (depuis 1975)
- Franz-Theodor-Csokor-Preis
- Frau Ava Literaturpreis (depuis 2003)
- Georg-Trakl-Preis für Lyrik (depuis 1954)
- Grillparzer-Preis (depuis 1872)
- Prix Ingeborg-Bachmann (depuis 1977)
- Jury der jungen Leser (depuis 1995)
- Kinderbuchpreis der Stadt Wien (depuis 1954)
- Lesetopia Literaturpreis (depuis 1998)
- LESERstimmen (depuis 2002)
- Literaturpreis der Stadt Wien (depuis 1927)
- Manès-Sperber-Preis (depuis 1985)
- Österreichischer Staatspreis für Europäische Literatur (depuis 1964)
- Österreichischer Förderpreis für Literatur, Grand prix d'État autrichien
- Österreichischer Staatspreis für Kinder- und Jugendliteratur (depuis 1956)
- Österreichischer Staatspreis für Kinderlyrik (depuis 1993)
- Österreichischer Staatspreis für Literaturkritik
- Österreichischer Würdigungspreis für Literatur
- Rauriser Literaturpreis (depuis 1972)
- Theodor Kramer Preis für Schreiben im Widerstand und im Exil
- Wiener Werkstattpreis (depuis 1992), Prix de la ville de Vienne de littérature

Liste restreinte de prix littéraires internationaux :
- Prix européen de littérature (2005)
- Prix Angelus de littérature d'Europe centrale (de) (2006)

### Écrivains autrichiens
- Écrivains autrichiens, Liste d'écrivains autrichiens (en)
- Poètes autrichiens
- Romanciers autrichiens
- Dramaturges autrichiens
- Écrivains autrichiens du XXe siècle
- Écrivains autrichiens du XXIe siècle
- Journalistes autrichiens
- Liste de philosophes de langue allemande (en), Philosophes autrichiens par siècle (en), Philosophes autrichiens
- Traducteurs autrichiens
- Scientifiques autrichiens